# Salvador
Salvador é um município brasileiro, capital do estado da Bahia e primeira capital do Brasil colonial. Fundada em 29 de março de 1549 por Tomé de Sousa, por conta da implantação do Governo-Geral do Brasil pelo Império Português, está entre as cidades mais antigas continuadamente habitadas do continente americano e é a primeira cidade planejada do Brasil. A influência africana em muitos aspectos culturais da cidade a torna o centro da cultura afro-brasileira. Salvador ainda é notável em todo o país pela sua gastronomia, música e arquitetura, reconhecidas também internacionalmente.
A centralização como capital junto à colonização lusitana foram importantes fatores na formação do perfil do município, da mesma forma que certas características geográficas. Situada na costa brasileira e na Zona da Mata da Região Nordeste do Brasil, é parte do Recôncavo Baiano. A construção da cidade se deu acompanhando a topografia acidentada, inicialmente com a formação de dois níveis (Cidade Alta e Cidade Baixa) sobre uma escarpa acentuada e, mais tarde, com a concepção das avenidas de vale. Com 693,442 quilômetros quadrados de área, seu território emerso é peninsular e o litoral é margeado pela Baía de Todos-os-Santos a oeste e pelo Oceano Atlântico a leste. O Centro Histórico de Salvador, iconizado nos arredores do Largo do Pelourinho, é conhecido pela sua arquitetura colonial portuguesa com monumentos históricos que datam do século XVII até o início do século XX, tendo sido declarado como Patrimônio Mundial pela Organização das Nações Unidas para a Educação, a Ciência e a Cultura (Unesco) em 1985. Palco de um dos maiores carnavais do mundo (maior festa de rua do mundo, segundo o Guinness World Records), a integração do município à Rede de Cidades Criativas da Unesco como "Cidade da Música" acresceu o reconhecimento internacional da música de Salvador.
Com mais de 2,4 milhões de habitantes, ocupa a quinta posição dentre os municípios do Brasil em população. É núcleo de uma região metropolitana conhecida como "Grande Salvador", que possuía uma estimativa de 3 623 647 habitantes em 2024 de acordo com o Instituto Brasileiro de Geografia e Estatística (IBGE), o que a torna a terceira área metropolitana mais populosa do Nordeste, a nona do Brasil e uma das 120 maiores do mundo. Também por essas dimensões urbano-populacionais, é classificada pelo estudo do IBGE sobre a rede urbana brasileira como uma metrópole regional. Entretanto, é a terceira capital brasileira com maior indíce de favelização, com 34,9% da população morando em favelas. Levantamentos de cidades globais da consultoria Kearney incluíram Salvador nos relatórios anuais de 2018 e 2020, enquanto a excluiu no de 2019. Já a Rede de Pesquisa sobre Globalização e Cidades Mundiais (GaWC, na sigla em inglês) classificou Salvador como uma cidade global na categoria "Suficiência" (a menor) em 2000, 2012, 2016, 2020, 2024, na categoria "Alta Suficiência" (segunda menor) em 2010, e a deixou de fora em 2004, 2008, 2018, 2022.
Centro econômico do estado, Salvador é também cidade portuária, centro administrativo e turístico. Sua região metropolitana possui o maior produto interno bruto (PIB) entre as concentrações urbanas do Nordeste. Em 2021, tinha o segundo maior PIB municipal do Nordeste e o 14º maior do país. Ademais, é sede de importantes empresas regionais, nacionais e internacionais, a exemplo da Organização Odebrecht (atual Novonor), Braskem, Coelba, Suzano. Além de empresas, a cidade sedia ou sediou também muitos eventos e organizações culturais, políticas, educacionais, esportivas, como a Universidade do Estado da Bahia, a Universidade Federal da Bahia, a Escola de Saúde e Formação Complementar do Exército Brasileiro, a Confederação Brasileira de Surf, o 12.º Congresso das Nações Unidas sobre Prevenção ao Crime e Justiça Criminal (em 2010), III Conferência Ibero-americana (em 1993), o Campeonato Pan-americano de Judô de 2003, a II Conferência de Intelectuais da África e da Diáspora (em 2006), a Copa América de 1989, a Copa das Confederações FIFA de 2013, a Copa do Mundo FIFA de 2014 e o futebol dos Jogos Olímpicos de Verão de 2016. Salvador é sede, ainda, do Consórcio Nordeste e abriga o único escritório da Agência Nacional de Petróleo na região Nordeste do Brasil.

## Topônimo
Salvador foi nomeada em homenagem a Jesus Cristo, o Salvador, conforme o cristianismo seguido pelos colonizadores católicos do Império Português. Portanto, trata-se de um hierotopônimo na toponímia do Brasil, mas também é uma redução da primeira designação, São Salvador da Bahia de Todos os Santos. Além da referência religiosa, esta faz remete ainda à baía na qual está situada, que foi encontrada por Gaspar de Lemos, acompanhado por Américo Vespúcio, em 1501 no Dia de Todos os Santos, circunstância que deu nome à capitania, à província e ao estado federado dos quais foi e é capital. Ao longo do tempo, designações variaram entre essas duas referências: São Salvador, Cidade do Salvador, Salvador da Bahia, Bahia, "cidade da Bahia". Na língua inglesa, por exemplo, as denominações "Salvador da Bahia" e "São Salvador" perduram ainda para nomear o município.
Também recebeu epítetos como Roma Negra e Meca da Negritude, por ser uma metrópole com uma percentagem grande de negros. Segundo dados de 2014, cerca de 82% da população de Salvador se declarou negra. De acordo com o antropólogo Vivaldo da Costa Lima, a expressão "Roma Negra" é uma derivação de "Roma Africana", cunhada por Mãe Aninha, fundadora do Ilê Axé Opô Afonjá. Segundo Mãe Aninha, assim como Roma é o centro do catolicismo, Salvador seria o centro do culto aos orixás. Posteriormente, nos anos 1940, a antropóloga cultural Ruth Landes, em seu livro Cidade das Mulheres, traduziu para a língua inglesa a expressão como Negro Rome. Posteriormente, quando o livro foi traduzido para o português, Negro Rome transformou-se em Roma Negra.
A partir de letras iniciais do nome de fundação, o acrônimo SSA faz referência tanto à cidade, quanto ao seu aeroporto (pelo código aeroportuário da Associação Internacional de Transportes Aéreos). Os seus habitantes são chamados de "soteropolitanos" (no masculino) e "soteropolitanas" (no feminino). Esse gentílico foi criado pela helenização do nome da cidade: Soterópolis, que significa "cidade do Salvador". Trata-se duma forma romanizada do grego fruto da união entre "σωτήρ" (transl. sōtēr, -os) e "πόλις" (transl. pólis), ambos do grego antigo. Alternativamente, há também o gentílico "salvadorense" (comum aos dois gêneros gramaticais).

## História

### Primeiros povos e contato europeu

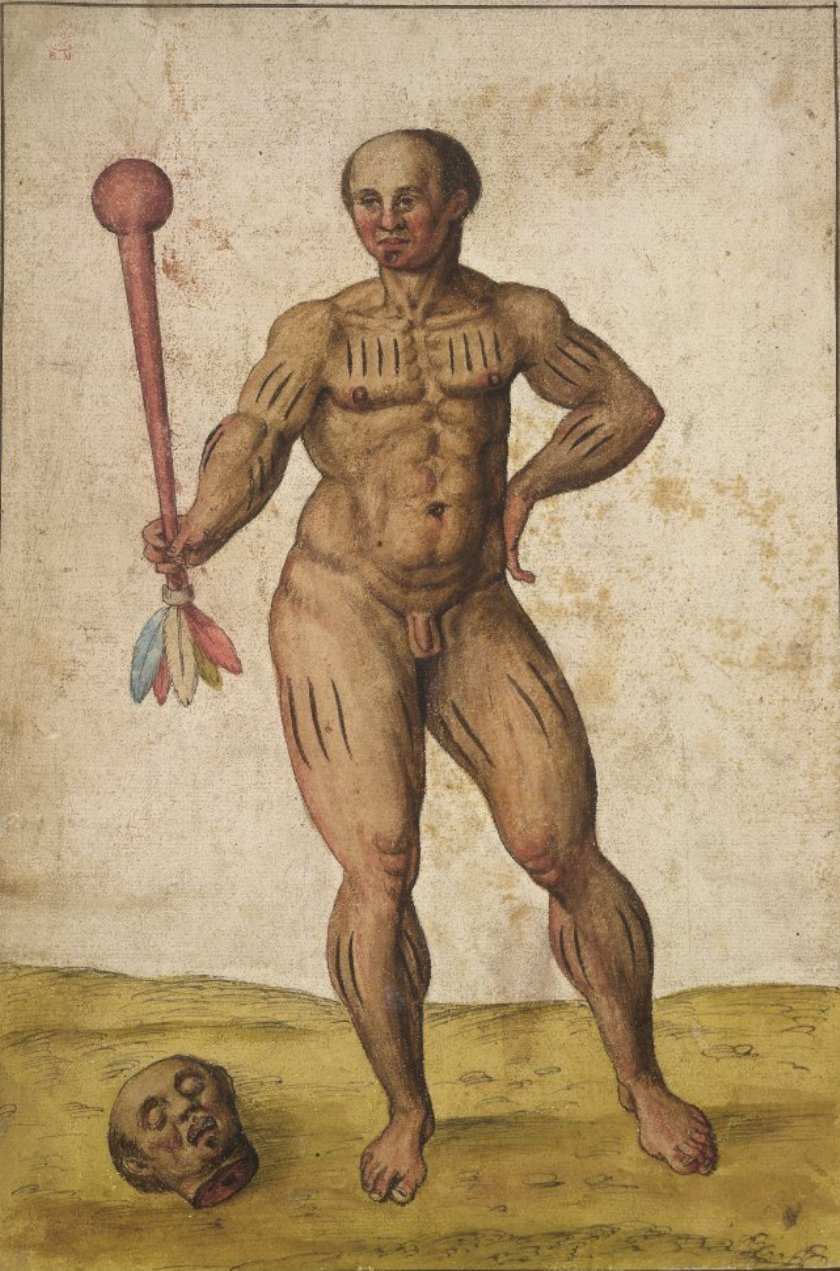
Guerreiro tupinambá com um ivirapema ao lado da cabeça de um inimigo decapitado

Por volta do ano 1000, os tapuias que habitavam a região foram expulsos para o interior do continente devido à chegada de povos tupis procedentes da Amazônia. No século XVI, quando chegaram os primeiros europeus à região, esta era habitada por tupinambás, um dos povos tupis.
A presença dos europeus data desde, pelo menos, o naufrágio de um navio francês em 1510, de cuja tripulação fazia parte Diogo Álvares, o famoso Caramuru. Em 1534, foi fundada a capela em louvor a Nossa Senhora da Graça, porque ali viviam Diogo Álvares e sua esposa, Catarina Paraguaçu.
Em 1535, chegou, à região, o primeiro dos donatários portugueses criados com a instituição do sistema das capitanias hereditárias, Francisco Pereira Coutinho, que recebeu a Capitania da Baía de Todos os Santos das mãos do rei português D. João III. Coutinho fundou o Arraial do Pereira no dia 20 de novembro de 1536, nas imediações onde hoje está a Ladeira da Barra. Esse arraial, doze anos depois, na época da fundação da cidade, foi chamado de Vila Velha.
Os indígenas que habitavam a região não gostavam de Pereira Coutinho por causa de sua crueldade e arrogância na hora de tratá-los. Por causa disso, os nativos organizaram diversas revoltas enquanto ele esteve na vila. Uma dessas revoltas obrigou Coutinho a se refugiar em Porto Seguro junto com Diogo Álvares. Na viagem de volta a Salvador, eles enfrentaram uma forte tempestade, que fez o barco parar na Ilha de Itaparica. Os indígenas prenderam o donatário, mas libertaram Caramuru. Francisco Pereira Coutinho foi retalhado e servido numa festa antropofágica.

### Fundação e período colonial

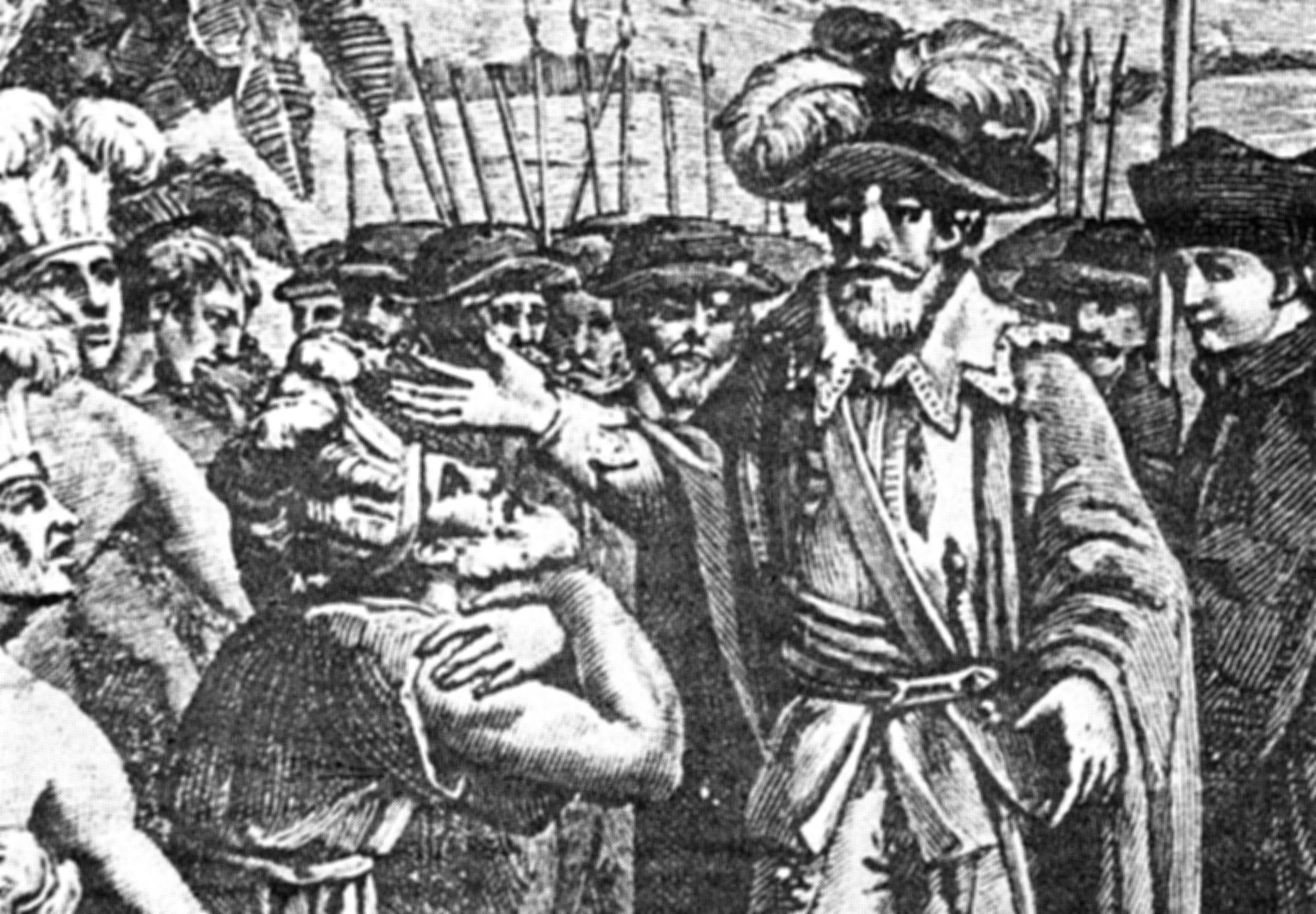
Chegada de Tomé de Sousa à Bahia (gravura do começo do século XIX)

Em 29 de março de 1549, chegam, pela Ponta do Padrão, na Barra, Tomé de Sousa e comitiva, em seis embarcações: três naus, duas caravelas e um bergantim, com ordens de D. João III de fundar uma cidade-fortaleza chamada do São Salvador. Nasce assim a cidade de Salvador: já cidade, já capital, sem nunca ter sido província. Todos os donatários das capitanias hereditárias eram submetidos à autoridade do primeiro governador-geral do Brasil, Tomé de Sousa. No local de desembarque, na Praia do Porto da Barra, está o "Marco da Fundação da Cidade", uma coluna de seis metros de altura feita em pedra de lioz. O monumento foi posto pela comunidade portuguesa na Bahia em 1952, restaurado em 2013.
Com o governador, vieram mais de mil pessoas nas embarcações. Trezentas e vinte nomeadas e recebendo salários; entre eles o primeiro médico nomeado para o Brasil por um prazo de três anos: Dr. Jorge Valadares; e o farmacêutico Diogo de Castro, seiscentos militares, degredados, e fidalgos, além dos primeiros padres jesuítas no Brasil, como Manuel de Nóbrega, João Aspilcueta Navarro e Leonardo Nunes, entre outros. As mulheres eram poucas, o que fez com que os portugueses radicados no Brasil, mais tarde, solicitassem ao Reino o envio de noivas.
Tomé de Sousa, após receber de um funcionário a notícia de que o substituto estava a caminho, disse-lhe: "Vedes isto, meirinho? Verdade é que eu desejava muito, e me crescia a água na boca quando cuidava em ir para Portugal; mas não sei por que agora se me seca a boca de tal modo que quero cuspir e não posso". Por ocasião dos 450 anos da cidade, o historiador Cid Teixeira comparou o empreendimento de construção da primeira capital do Brasil, no século XVI, com a construção de Brasília, no século XX. As duas cidades surgiram de uma decisão política de ocupação do território, e ambas, cada uma a seu tempo, trouxeram inovações urbanísticas. Era pelo porto que a cidade se articulava com o mundo. Assim, Salvador foi desde o primeiro instante cosmopolita. "Não se tratava de um povoado que foi crescendo. A cidade já surge estruturada. Salvador não nasce de um passado, mas de um projeto de futuro que era construir o Brasil", analisa o escritor Antonio Risério.

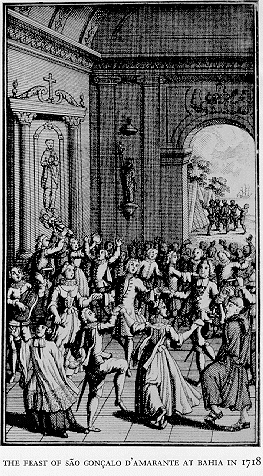
Festa de São Gonçalo em Salvador, 1718

A cidade segue o modelo de urbanização adotado por várias cidades costeiras portuguesas, que incorpora as características do meio físico ao desenho urbano. "A escolha de sítios elevados para a implantação dos núcleos defensivos; a estruturação da cidade em dois níveis: a cidade alta, institucional e política, e a cidade baixa, portuária e comercial; a cuidadosa adaptação do traçado das ruas às características topográficas locais; um perímetro de muralhas, que não acompanhava o tecido construído, mas se adaptava às características do território; e uma concepção de espaço urbano em os edifícios localizados em posições dominantes davam sentido e estruturavam os espaços envolventes" — são características que se observam em Lisboa, Porto ou Coimbra, assim como em cidades coloniais como Salvador, Luanda (fundada na segunda metade do século XVI) e Rio de Janeiro. Ademais, "na cidade portuguesa, os edifícios públicos, civis ou religiosos, localizados em pontos proeminentes do território e associados a uma arquitetura mais cuidada que os destacava na malha urbana, tinham um papel estruturante fundamental na organização da cidade".
Assim, núcleo urbano primitivo da primeira capital brasileira é construído no cume de um monte, e a organização da cidade se dá em dois níveis — Cidade Alta, sede do poder civil e religioso, e Cidade Baixa, onde se desenvolviam as atividades marítimas e comerciais. Nas instruções dadas em 1548 por D. João III a Tomé de Sousa, estão expressas as preocupações da Coroa com a regularidade do traçado da nova cidade. Foi, portanto, uma cidade planejada, e o seu traçado que se adaptava, por um lado, à topografia local e, por outro, a um perímetro de fortificações de forma trapezoidal. No seu interior, era constituída por quarteirões retangulares, do que resultava uma malha regular, mas não perfeitamente ortogonal. Na cidade inicialmente delineada por Luís Dias havia dois conjuntos de quarteirões retangulares de diferentes proporções. Um desses conjuntos tinha uma estrutura idêntica aos quarteirões de cidades medievais planejadas. Os quarteirões do outro conjunto tinham uma forma mais quadrada, e cada um deles era composto por lotes dispostos costas-com-costas ou fazendo frente para as quatro faces do quarteirão, numa estrutura idêntica à encontrada no Bairro Alto de Lisboa ou na cidade de Angra do Heroísmo, ambos contemporâneos da fundação de Salvador. Na parte alta da cidade, localizavam-se os principais edifícios institucionais e grande parte das áreas habitacionais, enquanto na parte baixa desenvolveram-se as funções portuárias e mercantis.

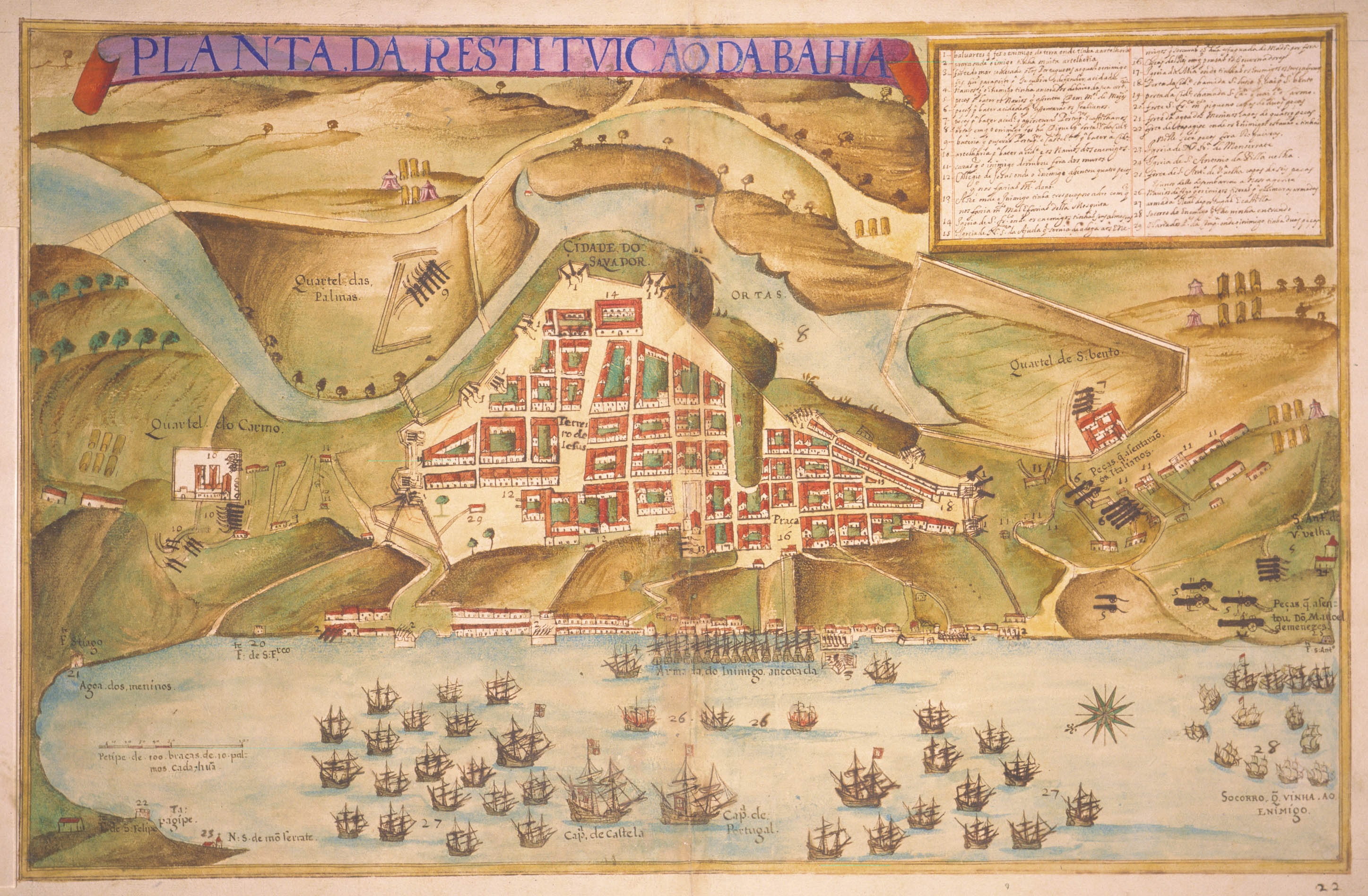
"Planta da restituição da Bahia" (João Teixeira Albernaz, o velho, 1631): em primeiro plano a Armada Espanhola contra os invasores da Companhia Holandesa das Índias Ocidentais

Com a construção do núcleo urbano da cidade do Salvador, a população indígena tupinambá que circundava a capital colonial no século XVI estava dispersa em diversas aldeias integralmente autônomas que, com o avanço do aprisionamento e escravização praticada pelos colonos portugueses, começaram a diminuir, enquanto surgiram aldeamentos que passaram a ficar submetidos diretamente ao controle de alguns colonos ou, então, que passaram ser administrados pela Companhia de Jesus, a exemplo da aldeia de Camaragipe ou de Nossa Senhora do Rio Vermelho, da aldeia de São Lourenço ou Tamandaré, da aldeia de São Sebastião ou Tubarão, chefiada pelo cacique Iperu, uma liderança tupinambá inicialmente perseguida por Tomé de Sousa que, após acordo de paz, aderiu à conversão ao catolicismo, e da aldeia de Simão, nome de outra liderança indígena local.

Após Tomé de Sousa, Duarte da Costa foi o governador-geral do Brasil. Chegou a 13 de julho de 1553, trazendo 260 pessoas (entre elas, o filho Álvaro), jesuítas, como José de Anchieta, e dezenas de órfãs para servirem de esposas para os colonos. Mem de Sá, terceiro governador-geral, que governou até 1572, realizou uma profícua administração. Uma nova muralha, desenhada em 1605, envolvia uma área que correspondia a três ou quatro vezes a área original da cidade. No centro da nova expansão urbana, desenvolvida ao longo da segunda metade do século XVI, situavam-se o Colégio dos Jesuítas e o Terreiro de Jesus. O traçado dessa nova área de expansão da cidade é mais ortogonal e regular do que o núcleo original. A estrutura de loteamento dos quarteirões é igualmente regular, idêntica na sua estrutura e dimensões à do Bairro Alto. O Terreiro de Jesus foi concebido desde o início como uma praça regular e terá sido o elemento gerador de uma malha urbana circundante. Trata-se agora de uma concepção radicalmente diferente — e moderna — de espaço urbano e de estruturação urbana. A praça, e não mais os edifícios singulares, passa a ser o elemento estruturador da urbanização.

Ataque holandês contra a cidade de Salvador em 1624

A cidade foi invadida pelos holandeses em 1624-1625 e em 1638. O açúcar, no século XVII — assim como no século anterior —, era o produto mais exportado pela América Portuguesa, e a Bahia era a segunda maior capitania produtora de açúcar no Brasil, atrás de Pernambuco. Na época, os limites da cidade iam da freguesia de Santo Antônio Além do Carmo até a freguesia de São Pedro Velho. A Cidade do São Salvador da Baía de Todos os Santos foi a capital e sede da administração colonial do Brasil até 1763, até ser substituída pela cidade do Rio de Janeiro. Em 1798, ocorreu a Revolta dos Alfaiates, também conhecida como Conjuração Baiana, na qual estavam envolvidos homens do povo como Lucas Dantas e João de Deus, e intelectuais da elite, como Cipriano Barata e outros profissionais liberais.
Por conta de uma invasão contra Portugal liderada pela França de Napoleão Bonaparte, a família real portuguesa decidiu se refugiar no Brasil, à época, colônia. A comitiva real saiu no dia 29 de novembro de 1807. No dia 22 de janeiro de 1808, a comitiva chegou à capital baiana, sendo bem recebida pelo povo e pelos políticos. Alguns dias depois, o príncipe-regente de Portugal, Dom João VI, decretou a abertura dos portos às nações amigas, além da criação da Escola de Cirúrgica da Bahia, atual Faculdade de Medicina da Bahia da Universidade Federal da Bahia. Dias depois de sua chegada, a comitiva partiu para seu destino final, a cidade do Rio de Janeiro, para a tristeza da população soteropolitana. Em 1809, Marcos de Noronha e Brito, o Conde dos Arcos, iniciou sua administração. Em 1812, inaugurou o Teatro São João.

### Período imperial

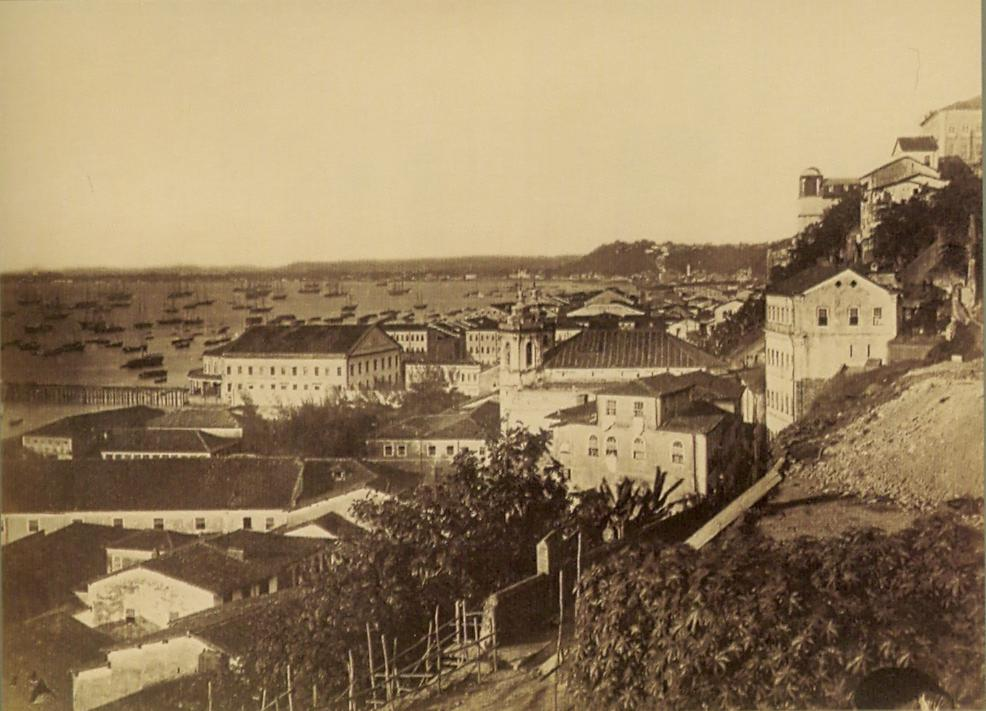
Salvador em 1875

No século XIX, no período imperial, alterações sociais provocaram a mudança da elite do Pelourinho para a Vitória. Casarões dessa época ainda persistem no Corredor da Vitória a despeito da especulação imobiliária.
Em 1835, ocorreu uma revolta liderada por escravos muçulmanos, conhecida como Revolta dos Malês. Durante o século XIX, Salvador continuou a influenciar a política nacional, tendo diversos ministros de Gabinete no Segundo Reinado, como José Antônio Saraiva, José Maria da Silva Paranhos, Sousa Dantas e Zacarias de Góis. Após a proclamação da República e a crise nas exportações de açúcar, porém, a influência econômica e política da cidade no cenário nacional começou a diminuir.

### Período republicano

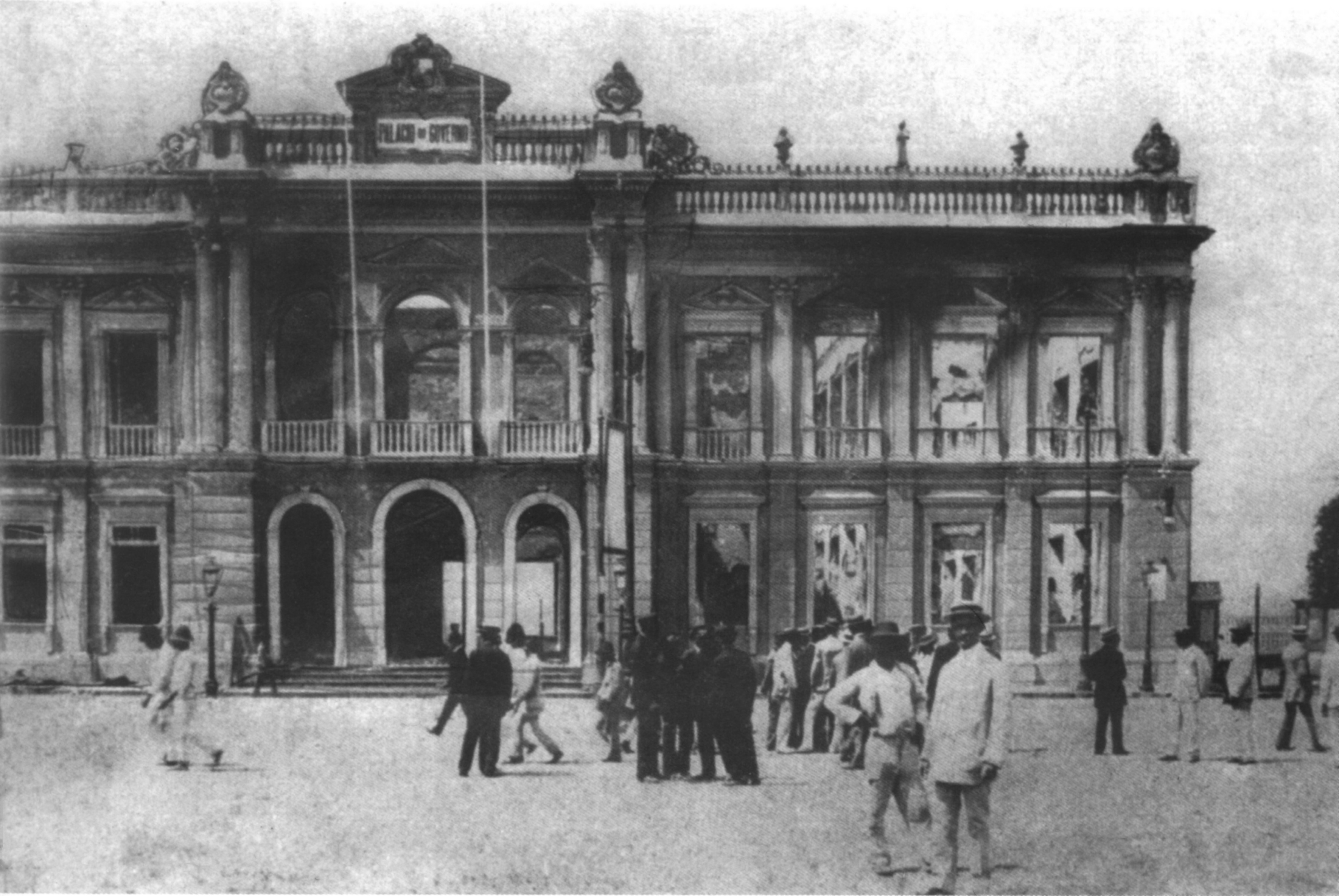
Palácio do Governo, destruído após o bombardeio de Salvador em 1912

Em 1912, ocorreu o bombardeio da cidade, causado pelas disputas entre as lideranças oligárquicas na sucessão do governo: foram destruídos a biblioteca e o arquivo, perdendo-se, de forma irremediável, importantes documentos históricos da cidade.
Na virada entre os séculos XIX e XX, as influências das intervenções urbanísticas em Paris pelo Barão Haussmann chegaram à cidade. Por isso, em 1915 foi inaugurada a Avenida Sete de Setembro, construída a partir de algumas demolições. A nova avenida era a maior da cidade na época, com mais de quatro quilômetros de extensão, desde o Centro até a Barra. De mesma forma, a organização urbano-financeira do centro de Londres e de Wall Street da cidade de Nova Iorque também marcaram sua influência. Após vários aterros sobre a Baía de Todos os Santos, o bairro do Comércio surgiu em 1920 para concentrar as atividades financeiras na cidade, com sedes de agências de exportação e de câmbio e instituições bancárias e financeiras.
Durante a década de 1960, o processo de industrialização no estado atraiu a população do interior e intensificou a formação das periferias na capital. Soma-se ainda a venda de terras públicas municipais em 1968 para encarecer os terrenos do centro e da orla atlântica e empurrar os mais pobres para regiões mais distantes ou enclaves em volta do centro comercial. A partir da década de 1970, as atividades econômicas de comércio varejista passaram a agrupar-se em centros comerciais (shopping centers). Assim, empreendimentos do tipo surgiram na cidade e para lá se deslocaram lojas de vestuário e departamento bem como restaurantes.

## Geografia
Salvador situa-se nos hemisférios austral e ocidental, no cruzamento do paralelo de 12 graus ao sul com meridiano de 38 graus a oeste. Mais precisamente, suas coordenadas geográficas são os 12° 58' 16'' de latitude sul os 38° 30' 39'' de longitude oeste. Este ponto é determinado a partir do marco da fundação da cidade, na praia do Porto da Barra. Na geografia do país, é um dos municípios litorâneos e está na Zona da Mata da Região Nordeste do Brasil.
De acordo com a divisão regional vigente desde 2017, instituída pelo IBGE, o município pertence às Regiões Geográficas Intermediária e Imediata de Salvador. Até então, com a vigência das divisões em microrregiões e mesorregiões, fazia parte da microrregião de Salvador, que por sua vez estava incluída na mesorregião Metropolitana de Salvador. Salvador está restrita à península da entrada da Baía de Todos os Santos, entretanto, este corresponde a cerca de um terço da área que possuía no início da década de 1950, quando ainda não tinham se emancipados os distritos de Candeias (1958), Água Comprida (1961, hoje Simões Filho), Santo Amaro de Ipitanga (1962, hoje Lauro de Freitas) e Madre de Deus (1989).
Sua superfície ocupa 693,442 quilômetros quadrados (16.ª maior área dentre as capitais), conforme o IBGE. No entanto, nessa contabilização está a soma dos 343 quilômetros quadrados aproximadamente de território emerso (seco) e outros 350 quilômetros quadrados da Baía da Todos os Santos que pertencem a Salvador como águas interiores (território molhado). Em meio ao território molhado estão ilhas e ilhotas situadas naquela baía (de Maré, dos Frades, do Bom Jesus dos Passos, de Santo Antônio, dos Santos, dos Coqueiros), que somam 30 quilômetros quadrados. O restante do território seco é a porção continental, que é uma península de formato triangular banhada a oeste e sul pelo mar da baía. Assim, ao norte o município limita-se a Lauro de Freitas e a Simões Filho. Por mar, Vera Cruz, Itaparica, Saubara, São Francisco do Conde, Madre de Deus e Candeias também são municípios limítrofes. E, a leste, está o Oceano Atlântico.
O relevo de Salvador é acidentado e cortado por vales profundos. Conta com uma estreita faixa de planícies, que em alguns locais se alargam. A cidade está a oito metros acima do nível do mar. Uma característica particularmente notável é a escarpa que divide Salvador em Cidade Baixa, porção noroeste da cidade, e Cidade Alta, maior e mais recente (corresponde ao resto da cidade), sendo que a primeira está 85 metros abaixo da última. Um elevador (o primeiro instalado no Brasil), conhecido como o Elevador Lacerda, conecta as duas "cidades" desde 1873, já tendo sofrido diversos melhoramentos de lá para cá.

### Hidrografia

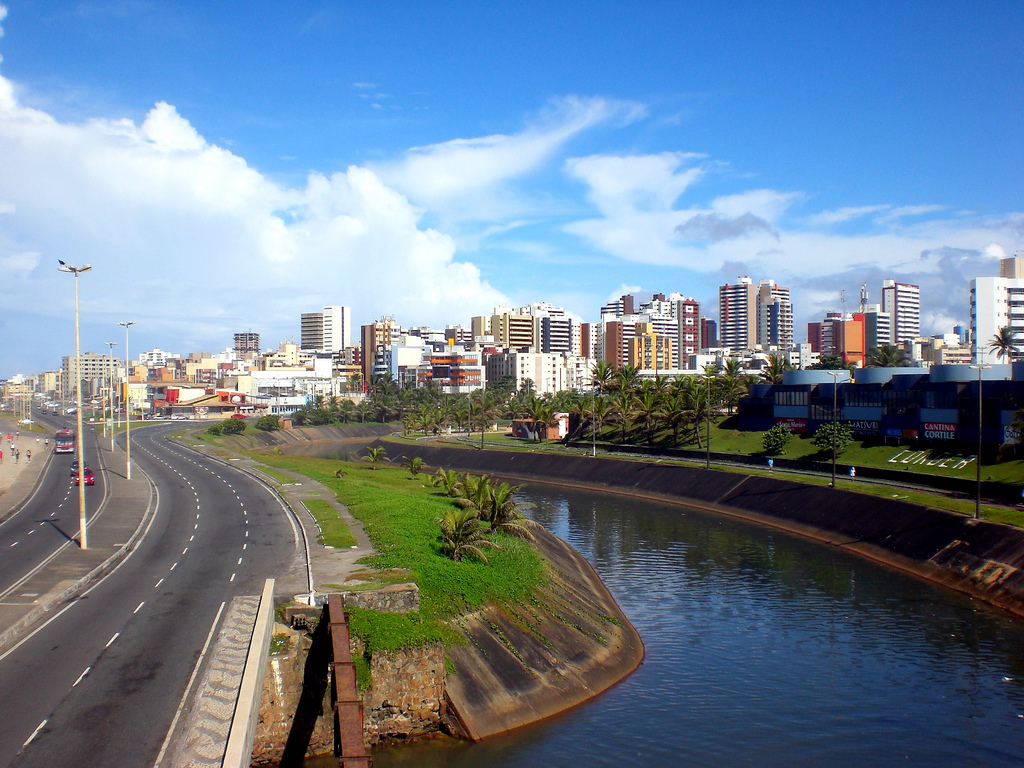
Rio Camarajipe, o maior rio da capital baiana

Salvador está localizada em uma península pequena, mais ou menos triangular, que separa a Baía de Todos-os-Santos das águas abertas do Oceano Atlântico. A baía, que recebe esse nome por ter sido descoberta pelos portugueses no Dia de Todos-os-Santos, forma um porto natural. Salvador é um dos principais portos de exportação do país, encontrando-se no coração do Recôncavo Baiano, uma rica região agrícola e industrial, e englobando a porção norte do litoral da Bahia.
A capital baiana está inserida na região hidrográfica do Atlântico Leste, mais especificamente na Região de Planejamento de Gestão das Águas do Recôncavo Norte (RPGA XI). O município de Salvador tem dez regiões hidrográficas delimitadas: as mais expressivas são as bacias do rio Camarajipe e a do rio Jaguaribe. O Rio Camarajipe, com seus 14 quilômetros, e o Jaguaribe, que também é conhecido como Trobogi, por atravessarem muitos bairros de Salvador, são, consequentemente, os mais poluídos da cidade; por outro lado, o Rio do Cobre, que termina na Baía de Todos-os-Santos, é o único que ainda abriga vida em seu leito. A água que abastece a capital vem da Barragem de Pedra do Cavalo, no Rio Paraguaçu, e dos rios Joanes e Ipitanga, localizados na Região Metropolitana de Salvador.
Salvador possui famosas praias, como as de Itapuã, dos Artistas e do Porto da Barra. As praias da cidade atraem tanto habitantes locais como turistas, principalmente devido à temperatura agradável da água. Algumas praias possuíam restaurantes típicos na própria areia (barracas de praia) — demolidas com base no artigo 225 da Constituição brasileira —, onde se preparavam frutos do mar e bebidas diversas. Além disto, é comum encontrar tabuleiros de baianas, onde é possível provar um acarajé, e outros vendedores ambulantes. Como parte dos preparativos para ser uma das cidades sede da Copa do Mundo FIFA de 2014, a orla de Salvador foi enriquecida com uma extensa faixa de ciclovia. Até 2013, a cidade oferecia menos de 50 quilômetros de vias para ciclistas. Com o plano de extensão, em 2016 as ciclovias, ciclorrotas e ciclofaixas somavam quase duzentos quilômetros.

### Vegetação
Ao longo da orla marítima estão presentes coqueiros (com destaque para os coqueirais das praias de Jardim de Alá e de Piatã) e plantas rasteiras, como o capim-da-areia e a grama-da-praia. Na cidade, encontram-se importantes áreas de dunas — as Dunas da Bolandeira, no bairro de Costa Azul, as Dunas de Armação e o Parque Metropolitano do Abaeté —, todas reconhecidas como áreas de valor cultural e ambiental pelo Plano Diretor de Desenvolvimento Urbano (PDDU) de Salvador (lei 8167 de 2012). Entre Itapuã e a Praia do Flamengo, existe uma área de seis milhões de quilômetros quadrados de dunas.
Pelo intuito de preservar o ecossistema de dunas, lagoas e restingas da Área de Proteção Ambiental Lagoas e Dunas do Abaeté, foi criada a organização da sociedade civil de interesse público (OSCIP) chamada Unidunas. Em 2008, foi declarada de interesse público uma área, dentro da área de proteção ambiental (APA), visando à implementação do Parque das Dunas. No fim de 2013, o parque teve o reconhecimento como posto avançado da reserva da biosfera da Mata Atlântica pela Unesco. No entanto, a Unidunas, que administra o parque, alerta para a degradação do ecossistema, sobretudo em razão da retirada da vegetação de restinga.
O mesmo PDDU ainda estabeleceu o Sistema de Áreas de Valor Cultural e Ambiental de Salvador (SAVAM), que abrange quatro APA (Joanes-Ipitanga, Bacia do Cobre-São Bartolomeu, Baía de Todos-os-Santos e Lagoas e Dunas de Abaeté) e 12 áreas de proteção de recursos naturais (Dunas de Armação, Vales do Cascão e Cachoeirinha, Pituaçu, Vales da Mata Escura e do Rio da Prata, Mata dos Oitis, São Marcos, Manguezal do Rio Passa Vaca, Jaguaribe, Bacias do Cobre e Paraguari, Aratu, Lagoa dos Pássaros e Dunas da Bolandeira), além de outras áreas urbanas e culturais.
Um dos últimos remanescentes de Mata Atlântica da cidade situa-se no bairro do Cabula. Trata-se da Mata do Cascão, área pertencente à União (Exército Brasileiro), situada nos fundos do quartel do 19.º Batalhão de Caçadores (BC). A área da antiga Fazenda Cascão, de 137 hectares, confina com a Avenida Luís Viana. É contornada por muros e o acesso é controlado. As trilhas, antes eram percorridas somente pelos soldados em treinamento, podem ser utilizadas por visitantes e pesquisadores, mediante autorização do comando do 19°BC. Apesar da presença de espécies exóticas, como jaqueira e mangueira, a mata está em regeneração, o que pode ser notado pela presença de espécies nativas como pau-pombo, matataúba, pau-paraíba, janaúba, ingá, jenipapeiro, sucupira e pindaíba. A densa vegetação protege as nascentes do rio Cascão, que alimenta um reservatório de 4 400 metros quadrados de espelho d'água, construído entre 1905 e 1907, pelo engenheiro Teodoro Sampaio. Todavia o corpo d'água, antes límpido, foi contaminado nos últimos anos por esgotos domésticos, lançados diretamente no rio Cascão (ou rio das Pedras), oriundos de condomínios residenciais e invasões instaladas nas vizinhanças. Em razão disso, a pesca e o banho foram proibidos.

### Clima
| Maiores acumulados de precipitação em 24 horas registrados em Salvador (Ondina) por meses (INMET) | Maiores acumulados de precipitação em 24 horas registrados em Salvador (Ondina) por meses (INMET) | Maiores acumulados de precipitação em 24 horas registrados em Salvador (Ondina) por meses (INMET) | Maiores acumulados de precipitação em 24 horas registrados em Salvador (Ondina) por meses (INMET) | Maiores acumulados de precipitação em 24 horas registrados em Salvador (Ondina) por meses (INMET) | Maiores acumulados de precipitação em 24 horas registrados em Salvador (Ondina) por meses (INMET) |
| Mês                                                                                               | Acumulado                                                                                         | Data                                                                                              | Mês                                                                                               | Acumulado                                                                                         | Data                                                                                              |
| ------------------------------------------------------------------------------------------------- | ------------------------------------------------------------------------------------------------- | ------------------------------------------------------------------------------------------------- | ------------------------------------------------------------------------------------------------- | ------------------------------------------------------------------------------------------------- | ------------------------------------------------------------------------------------------------- |
| Janeiro                                                                                           | 130,8 mm                                                                                          | 12/01/1988                                                                                        | Julho                                                                                             | 112,8 mm                                                                                          | 08/07/2019                                                                                        |
| Fevereiro                                                                                         | 159 mm                                                                                            | 06/02/1980                                                                                        | Agosto                                                                                            | 97,5 mm                                                                                           | 25/08/2016                                                                                        |
| Março                                                                                             | 180,2 mm                                                                                          | 25/03/1999                                                                                        | Setembro                                                                                          | 123,7 mm                                                                                          | 19/09/1989                                                                                        |
| Abril                                                                                             | 367,2 mm                                                                                          | 27/04/1971                                                                                        | Outubro                                                                                           | 181,1 mm                                                                                          | 20/10/1945                                                                                        |
| Maio                                                                                              | 208,4 mm                                                                                          | 22/05/1966                                                                                        | Novembro                                                                                          | 126,5 mm                                                                                          | 24/11/1964                                                                                        |
| Junho                                                                                             | 217,5 mm                                                                                          | 03/06/1978                                                                                        | Dezembro                                                                                          | 190,1 mm                                                                                          | 14/12/1944                                                                                        |
| Período: 1931 a 1955, 1963-presente                                                               |                                                                                                   |                                                                                                   |                                                                                                   |                                                                                                   |                                                                                                   |

O clima de Salvador é considerado tropical superúmido (do tipo Af, de acordo com a classificação climática de Köppen-Geiger). A temperatura média anual é de 26 °C. O verão é quente, com moderada precipitação, e o inverno é morno, com elevada precipitação; durante o ano inteiro o tempo é muito abafado. Ao longo do ano, normalmente, a temperatura mínima nos meses mais amenos é de 21 °C e a temperatura máxima nos meses mais quentes é de 31 °C e raramente são inferiores a 20 °C ou superiores a 33 °C.
A brisa oriunda do Oceano Atlântico deixa a sensação térmica agradável, mesmo nos dias mais quentes. Os bairros litorâneos, fora da Baía de Todos os Santos, como a Pituba, Praia do Flamengo, recebem fortes ventos, vindos do mar. Segundo dados do Instituto Nacional de Meteorologia (INMET), coletados na estação meteorológica de Ondina, referentes ao período de 1931 a 1955 e desde 1963 (a partir do 1° de agosto), a menor temperatura registrada em Salvador foi de 17,5 °C em 25 de julho de 2008 e a maior atingiu 37 °C em 8 de março de 1933. O maior acumulado de precipitação (chuva) em 24 horas chegou a 367,2 milímetros (mm) em 27 de abril de 1971, seguido por 232,5 mm em 21 de abril de 1996, 217,5 mm em 3 de junho de 1978 e 208,4 mm em 22 de maio de 1966. Os meses de maior precipitação foram abril de 1984 e abril de 1985, com 889,8 mm e 869,1 mm, respectivamente.
| Dados climatológicos para Salvador (Ondina)                                                          | Dados climatológicos para Salvador (Ondina) | Dados climatológicos para Salvador (Ondina) | Dados climatológicos para Salvador (Ondina) | Dados climatológicos para Salvador (Ondina) | Dados climatológicos para Salvador (Ondina) | Dados climatológicos para Salvador (Ondina) | Dados climatológicos para Salvador (Ondina) | Dados climatológicos para Salvador (Ondina) | Dados climatológicos para Salvador (Ondina) | Dados climatológicos para Salvador (Ondina) | Dados climatológicos para Salvador (Ondina) | Dados climatológicos para Salvador (Ondina) | Dados climatológicos para Salvador (Ondina) |
| Mês                                                                                                  | Jan                                         | Fev                                         | Mar                                         | Abr                                         | Mai                                         | Jun                                         | Jul                                         | Ago                                         | Set                                         | Out                                         | Nov                                         | Dez                                         | Ano                                         |
| --- | ------------------------------------------- | ------------------------------------------- | ------------------------------------------- | ------------------------------------------- | ------------------------------------------- | ------------------------------------------- | ------------------------------------------- | ------------------------------------------- | ------------------------------------------- | ------------------------------------------- | ------------------------------------------- | ------------------------------------------- | ------------------------------------------- |
| Temperatura máxima recorde (°C)                                                                      | 35,5                                        | 35,3                                        | 37                                          | 35,4                                        | 32,9                                        | 31                                          | 31,1                                        | 31,3                                        | 32,4                                        | 33,9                                        | 34,8                                        | 35,6                                        | 37                                          |
| Temperatura máxima média (°C)                                                                        | 31                                          | 31,1                                        | 30,9                                        | 29,6                                        | 28,1                                        | 27,1                                        | 26,6                                        | 26,7                                        | 27,7                                        | 29,1                                        | 29,8                                        | 30,6                                        | 29                                          |
| Temperatura média compensada (°C)                                                                    | 26,9                                        | 27,1                                        | 27,1                                        | 26,4                                        | 25,3                                        | 24,3                                        | 23,7                                        | 23,6                                        | 24,3                                        | 25,4                                        | 26,1                                        | 26,6                                        | 25,6                                        |
| Temperatura mínima média (°C)                                                                        | 23,8                                        | 24                                          | 24,1                                        | 23,6                                        | 22,8                                        | 21,9                                        | 21,1                                        | 21                                          | 21,5                                        | 22,5                                        | 23,1                                        | 23,5                                        | 22,7                                        |
| Temperatura mínima recorde (°C)                                                                      | 19,8                                        | 19,5                                        | 18,7                                        | 18,7                                        | 18                                          | 18,2                                        | 17,5                                        | 17,7                                        | 17,6                                        | 18,3                                        | 18,9                                        | 19,8                                        | 17,5                                        |
| Precipitação (mm)                                                                                    | 76,9                                        | 98,7                                        | 147,3                                       | 284,9                                       | 302,2                                       | 237,6                                       | 194,1                                       | 129,7                                       | 99,3                                        | 91                                          | 108,2                                       | 63,4                                        | 1 833,3                                     |
| Dias com precipitação (≥ 1 mm)                                                                       | 9                                           | 9                                           | 11                                          | 16                                          | 18                                          | 19                                          | 18                                          | 16                                          | 11                                          | 8                                           | 8                                           | 7                                           | 150                                         |
| Umidade relativa compensada (%)                                                                      | 78,7                                        | 79,4                                        | 80,6                                        | 83,3                                        | 85,1                                        | 84,9                                        | 83,4                                        | 82,1                                        | 81,2                                        | 80                                          | 80,4                                        | 79,3                                        | 81,5                                        |
| Insolação (h)                                                                                        | 234,8                                       | 208,2                                       | 225,5                                       | 185,4                                       | 156,7                                       | 144,6                                       | 169,6                                       | 190,4                                       | 205,3                                       | 226,6                                       | 202,9                                       | 222,8                                       | 2 372,8                                     |
| Fonte: INMET (normal climatológica de 1991-2020; recordes de temperatura: 1931-1955 e 1963-presente) |                                             |                                             |                                             |                                             |                                             |                                             |                                             |                                             |                                             |                                             |                                             |                                             |                                             |

## Demografia
Salvador experimentou um acelerado crescimento urbano e populacional na segunda metade do século XX, chegando a um milhão de habitantes por volta de 1970, quando ultrapassou o Recife, e a dois milhões no começo dos anos 1990, se tornando o terceiro município mais populoso do país, após São Paulo e Rio de Janeiro, e o primeiro do Nordeste. Esta posição se manteve nos censos de 2000 e 2010, quando foram contabilizados, respectivamente, 2 440 828 e 2 675 656 pessoas vivendo dentro dos limites municipais. No censo mais recente, realizado em 2022, a população da capital baiana diminuiu em quase 10%, chegando a 2 417 678 habitantes, a maior redução dentre as capitais e a quarta posição nacional entre municípios (Fortaleza assumiu a terceira posição e a população do Distrito Federal/Brasília também foi maior que a soteropolitana).
Em termos de densidade populacional, dentre as capitais, a capital baiana possui a décima primeira maior densidade pelo censo de 2022, com 3 486,96 habitantes por quilômetro quadrado. Esse cálculo elaborado pelo IBGE contabiliza a soma do território emerso (seco) com o espelho de águas interiores (território molhado), que são aproximadamente semelhantes em tamanho (343 e 350 quilômetros quadrados respectivamente); isso reduz aproximadamente pela metade a densidade demográfica da cidade. Por outro lado, foi projetada pela Bloomberg em 2014 como a segunda cidade mais povoada no mundo em 2025, sairia dos 19 588 habitantes por milha quadrada verificados em 1995 e alcançaria 38 643 trinta anos depois, uma densidade menor apenas que a da chinesa Honguecongue.
Salvador é o núcleo da Região Metropolitana de Salvador, popularmente conhecida como "Grande Salvador". Além dela, encontram-se outros doze municípios na área metropolitana: Camaçari, Candeias, Dias d'Ávila, Itaparica, Lauro de Freitas, Madre de Deus, Mata de São João, Pojuca, São Francisco do Conde, São Sebastião do Passé, Simões Filho e Vera Cruz. Com 3 413 481 habitantes, é a nona região metropolitana mais populosa do Brasil (IBGE, 2022).

### Composição étnica e religião

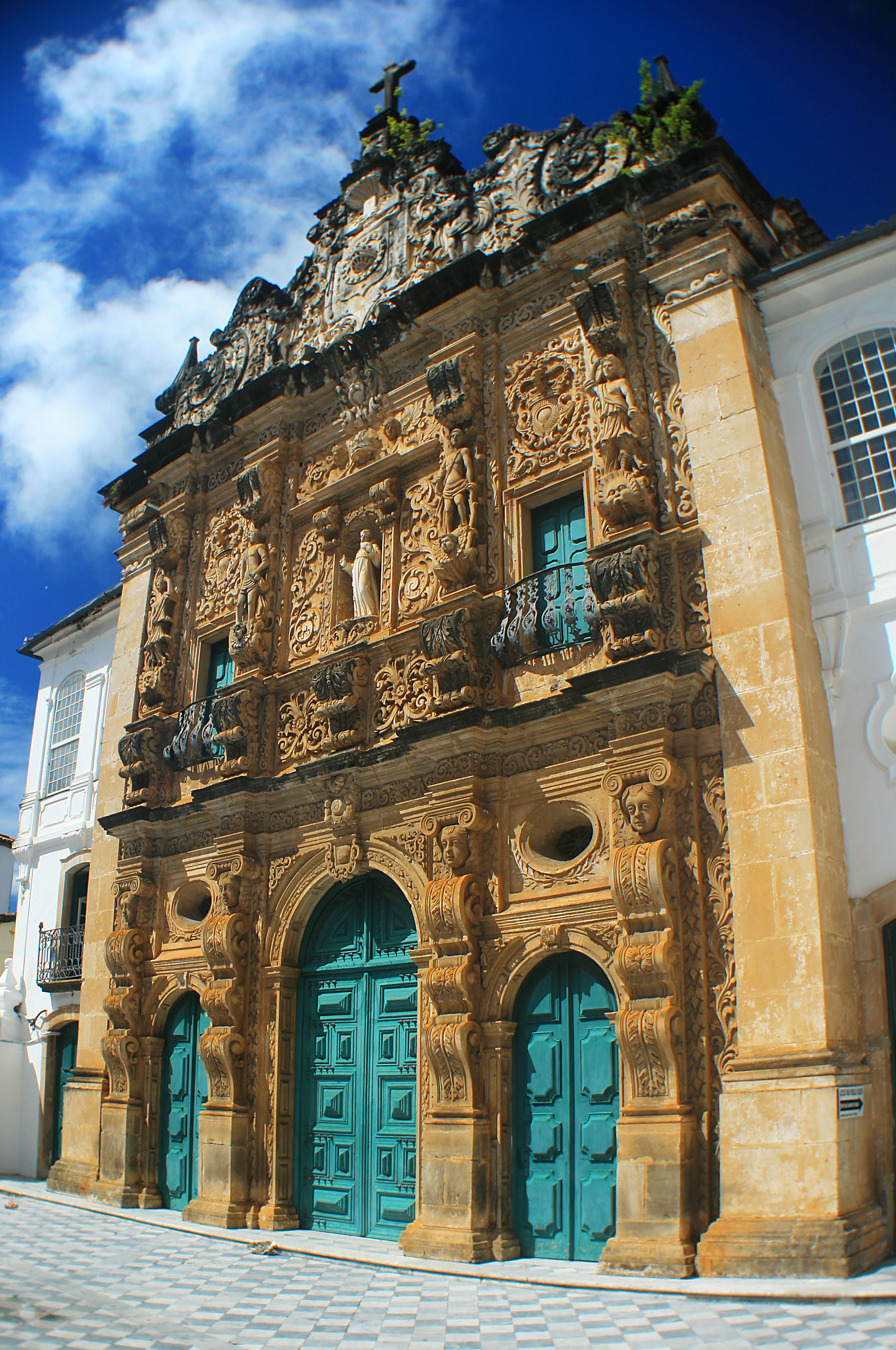
Igreja da Ordem Terceira de São Francisco

Salvador é o centro da cultura afro-brasileira. A maior parte da população é preta ou parda, sendo a capital com maior proporção de pessoas pretas e menor de brancas, segundo dados do censo de 2022: cerca de 825 mil dos 2,4 milhões de moradores do município se autodeclaram pretos, o que equivale a 34,4% ou mais de um terço da população soteropolitana. Salvador é a cidade com o maior número de descendentes de africanos no mundo, seguida pela Cidade de Nova Iorque, majoritariamente de origem iorubá, vindos da Nigéria, Togo, Benim e Gana. Segundo os critérios de cor ou raça do IBGE, em 2022 49,07% da população soteropolitana (1 186 416) se autodeclarou parda, 39,14% preta (825 509), 16,49% branca (398 688), 0,11% amarela (2 605) e 0,18% indígena (4 395).
Salvador também figura entre os dez municípios do país com maior número de quilombolas, com 15.897, ficando atrás somente de Senhor do Bonfim, também na Bahia, com 15.999. 
Um estudo genético de 2008 realizado na população de Salvador confirmou que a maior contribuição genética da cidade é a africana (49,2%), seguida pela europeia (36,3%) e indígena (14,5%). O estudo também concluiu que indivíduos que possuem sobrenome com conotação religiosa tendem a ter maior grau de ancestralidade africana (54,9%) e a pertencer a classes sociais menos favorecidas. Um estudo genético autossômico de 2015 encontrou a seguinte composição para Salvador: 50,5% de ancestralidade africana, 42,4% de ancestralidade europeia e 5,8% de ancestralidade indígena. Outro estudo do mesmo ano encontrou níveis semelhantes: 50,8% de ancestralidade africana, 42,9% de ancestralidade europeia e 6,4% de ancestralidade indígena.
Salvador em termos de religião é conhecida por ter 365 igrejas católicas, uma para cada dia do ano, além do sincretismo religioso, onde o catolicismo convive junto ao candomblé. O número de evangélicos vem crescendo a cada ano, já respondendo por 15% da população soteropolitana. Possui ainda um percentual significante de espíritas, e de pessoas não-religiosas. O Arcebispo da Arquidiocese de São Salvador da Bahia recebe o título de Primaz do Brasil. As religiões mais preponderantes entre a população da capital baiana são catolicismo romano (58,74%); pessoas sem religião (18,14%); protestantismo (15,13%) e espiritismo (2,53%). Segundo o censo brasileiro de 2022, a composição religiosa da cidade era de 43,96% católicos, 24,3% evangélicos ou protestantes, 2,4% espíritas, 2,78% umbandistas ou candomblecistas, 0,02% religião tradicional, 7,8% outra religião, 18,48% irreligiosos, 0,14% desconhecidos e 0,12% não declarados.
Em 11 de setembro de 2019, um projeto de lei do vereador Edvaldo Brito (do PSD) que torna a língua iorubá patrimônio cultural imaterial de Salvador foi aprovado no plenário da Câmara Municipal, após um acordo entre o Legislativo e o Executivo. O ex-prefeito ACM Neto sancionou a lei no dia 29 de novembro.

### Pobreza e desigualdade social

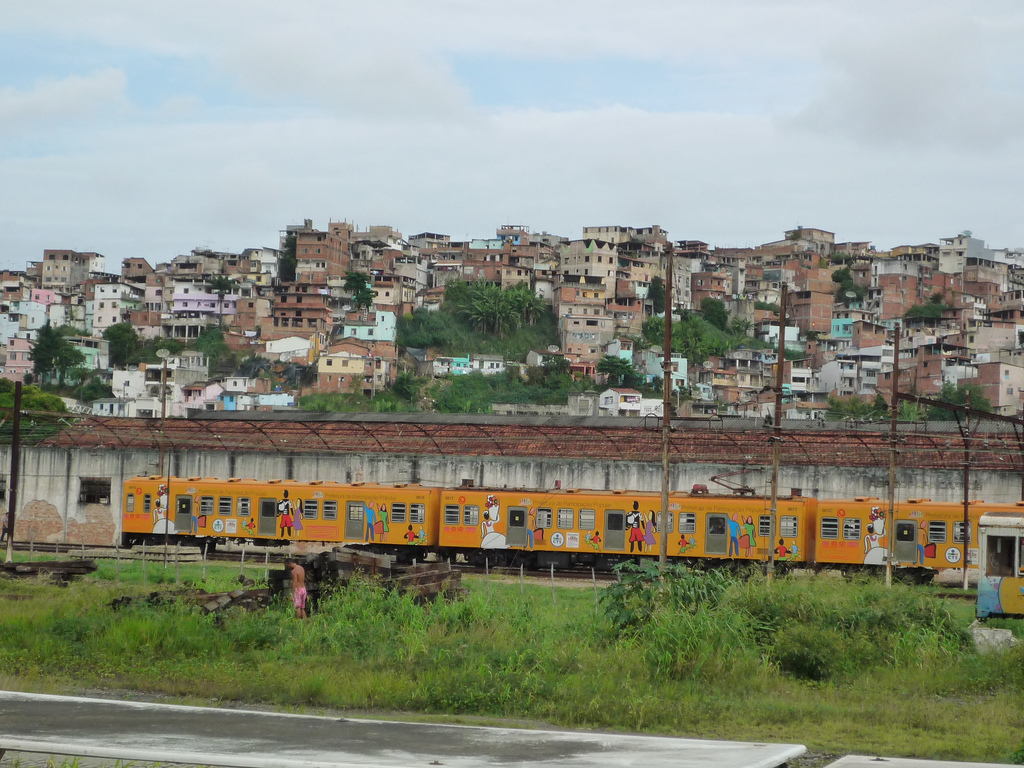
Favela no bairro do Subúrbio Ferroviário

Além da desigualdade social, há tempos, a capital da Bahia também sofre com o turismo sexual, desemprego e violência, iluminação pública e saúde precárias, crescimento desordenado (favelização) e desrespeito ao meio ambiente. A cidade possui a terceira maior concentração de favelas entre os municípios do Brasil, com 262 comunidades, e a terceira maior proporção entre as capitais do país, com 34,9% da população vivendo em favelas .
Apesar de ser a segunda capital mais rica do Nordeste e entre as primeiras do Brasil, alguns indicadores relativizam essa riqueza. Como no resto do Brasil — e principalmente do Nordeste —, há uma grande desigualdade em diversos aspectos. O Índice de Desenvolvimento Humano (IDH) é levemente maior que o do Brasil, mas pode se reduzir a níveis da África ou se elevar a níveis da Europa, dependendo do bairro ou região da cidade considerados. De acordo com o Programa das Nações Unidas para o Desenvolvimento (PNUD), o IDH-M do Itaigara é 0,971, fazendo do bairro um dos detentores do melhor IDH-M do Brasil. O Caminho das Árvores, Iguatemi, Pituba e Loteamento Aquárius-Santiago de Compostela possuem 0,968. A Avenida Paulo VI e Parque Nossa Senhora da Luz possuem 0,965, fazendo destes todos citados iguais ou maiores que da Noruega, líder mundial há seis anos. Porém, locais como Areia Branca e CIA Aeroporto (0,652), Coutos, Felicidade (0,659), Bairro da Paz e Itapuã (0,664) apresentam índices menores que países como a África do Sul, Guiné Equatorial e Tajiquistão, localizados na África e Ásia Central.
A habitação também é uma preocupação na cidade. Dados do IBGE mostram que 32% da população (881.572 pessoas) tem como moradia os chamados aglomerados subnormais (favelas). Já dados da Secretaria Municipal de Infraestrutura e Defesa Civil (Sindec) indicam que as moradias irregulares estão concentradas no Subúrbio e no Miolo e representam 73% de todas as 750 mil residências. E algumas dessas moradias dividem a paisagem urbana com moradias de perfis diametralmente opostos. Destacam-se os casos contrastantes de Barra/Calabar, Brotas/Buraco da Gia, Caminho das Árvores/Saramandaia e Pituba/Nordeste de Amaralina. Com perfil oposto, Horto Florestal e Vitória são bairros apontados com o metro quadrado avaliado em mais de dez mil reais pelo segundo vice-presidente do Conselho Regional dos Corretores de Imóveis da Bahia em 2014.

### Violência e criminalidade

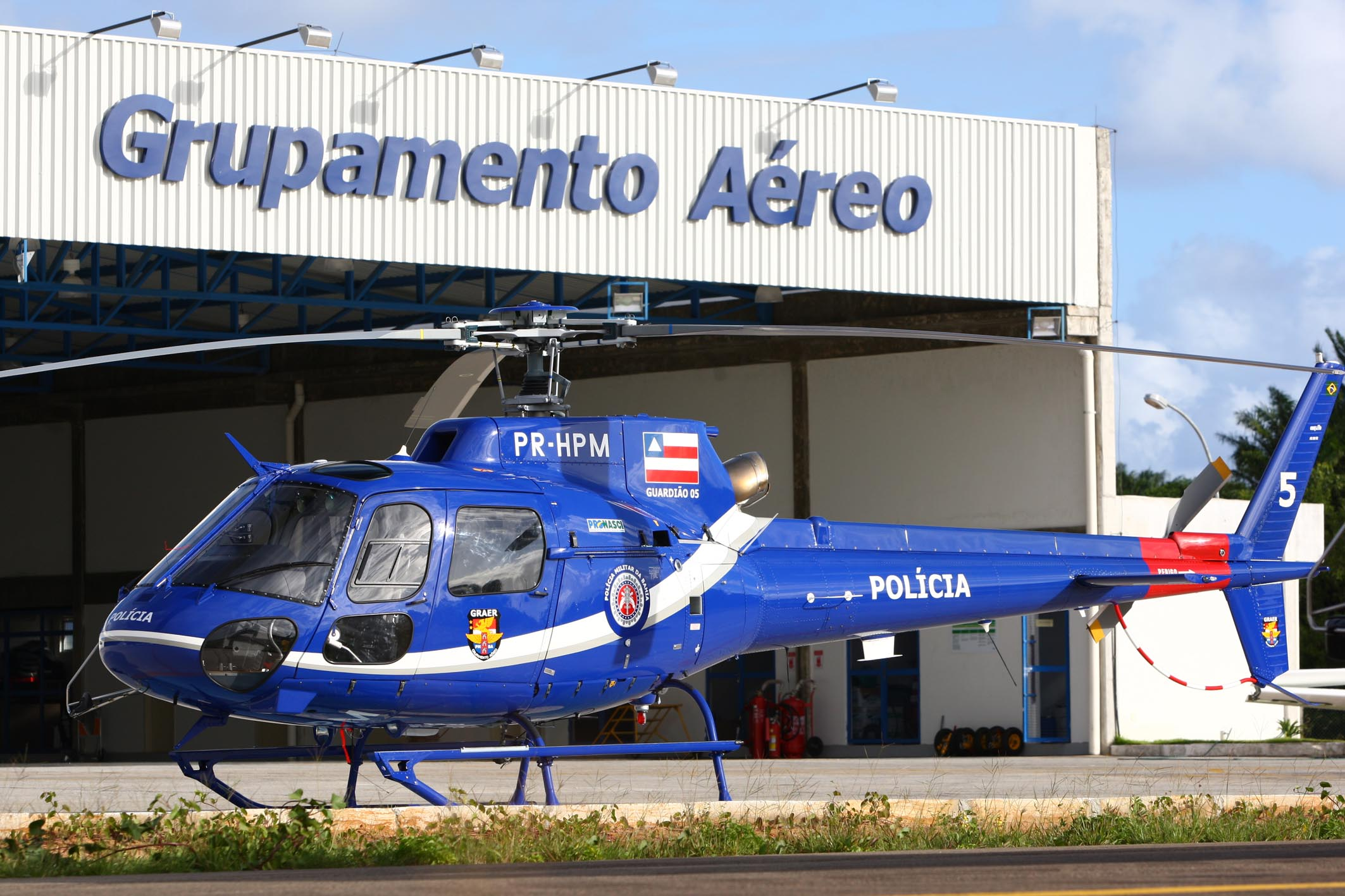
Helicóptero da Polícia Militar da Bahia

A taxa de criminalidade na cidade é relativamente elevada. Dentre as capitais, foi listada como a segunda mais violenta pelo 17.º Anuário Brasileiro de Segurança Pública, divulgado pelo Fórum Brasileiro de Segurança Pública com base em dados de 2023 sobre crimes violentos letais. No mesmo ano, Salvador apareceu classificada entre as 50 cidades mais violentas do mundo, com 1 639 homicídios. Em 2013, 2 234 pessoas haviam sido assassinadas em Salvador, o que constitui uma taxa de homicídios de 57,51 por cem mil habitantes, enquanto no Brasil é 27,1 por cem mil habitantes. Além de ladrões ocasionais que residem nas áreas turísticas da cidade, a violência ocorre mais nos bairros periféricos, tarde da noite ou no início da manhã. Razões para os excessos violentos são estimados em 69% para rivalidades entre gangues do tráfico de drogas, dívidas de usuários de drogas ou disputas entre os viciados em crack.
De 2011 até 2014, a violência diminuiu em relação aos homicídios em 11,62% (foram 740 em 2011, 675 em 2012, 684 em 2013, 654 em 2014) e aos crimes violentos letais intencionais como um todo, porém, aumentou na Região Metropolitana (RMS). Nela, somente em Mata de São João, o aumento foi de 260% em quatro anos e foi o mais violento da RMS superando em termos proporcionais Simões Filho, que chegou a ser apontado como o município mais violento de todo o Brasil. Em 2015, foram 1 996 homicídios em Salvador e região metropolitana, caindo para 14.ª posição na classificação das mais violentas do mundo.

## Governo e política
Desde 1° de Janeiro de 2021, o prefeito de Salvador é Bruno Reis, do partido Democratas (DEM), eleito nas Eleições municipais de Salvador de 2020 para cumprir o mandato no poder executivo de 1 de janeiro de 2021  a 31 de Dezembro de 2024. São 43 vereadores na Câmara Municipal de Salvador, todos eleitos também em 2020 para ocupar a casa legislativa municipal. O poder legislativo conta ainda com emissora na televisão aberta e em transmissão digital desde 2014: a TV Câmara Salvador, gerida pela Fundação Cosme de Farias (FCF).
O planejamento urbano é determinado por um plano diretor municipal, chamado na cidade de Plano Diretor de Desenvolvimento Urbano (PDDU). Em fevereiro de 2008, a Câmara de Salvador, aprovou uma nova versão do PDDU para Salvador. Segundo o Conselho Regional de Engenharia e Arquitetura (CREA) e mais cinco entidades da sociedade civil, a versão de 2008 que permitira o desmatamento da Mata Atlântica na Avenida Paralela, criação de paredões de prédios na orla atlântica e acarretaria prejuízos para a Prefeitura e lucros exorbitantes para as construtoras e imobiliárias. O CREA solicitou à Justiça Federal alteração em 48 itens da lei que aprovou o novo PDDU. Também foi alvo de denúncias do Ministério Público do Estado da Bahia (MPBA) e de ações no Tribunal de Justiça da Bahia (TJBA). Além disso, a Lei de Ordenamento do Uso e Ocupação do Solo (LOUOS) foi aprovada com medidas que alteraram o PDDU, que é uma legislação superior. Tal plano diretor ficou sem vigorar (suspenso) e um substituto foi então discutido em audiências que envolveram o PDDU, a LOUOS e o Plano Salvador 500, mas ainda com críticas à participação social e ações do MPBA. Novas versões do PDDU e da LOUOS foram aprovadas em 2016, em vigor desde então, apesar de contestações persistirem.
A transparência do governo municipal, mais precisamente a do poder executivo, foi avaliada pela Controladoria-Geral da União (CGU) em 2015 e ficou na 30.ª posição nacional com a nota 6,67 (máximo de 10) e entre as capitais a posição foi a 14.ª. Segundo a Escala Brasil Transparente (EBT) da CGU, que foca na Lei de Acesso à Informação, foram parcialmente atendidos os critérios sobre o prazo de envio de informações e a correspondência entre o pedido e o enviado, os outros oito critérios foram atendidos. Em outro índice, a prefeitura ficou com 38,08 (máximo de 100) ao lado de outras 14 capitais no nível baixo de transparência da pesquisa Indicadores da Cidade Transparente. Esta foi elaborada por diversas organizações não-governamentais divulgada em setembro de 2015 após avaliação das prefeituras das capitais e do governo do Distrito Federal, que classificou a prefeitura soteropolitana em 14.º lugar, dos 27 avaliados, e abaixo da média de 41,78 pontos. E pelo Índice de Transparência, em 2014, a posição registrada foi a 13.ª entre as 26 capitais.

### Relações internacionais
O Município de Salvador conta, dentro da estrutura de seu poder executivo, com um órgão central para assuntos exteriores desde a década de 2000 e, dentro do legislativo, com uma comissão permanente, a Comissão de Desenvolvimento Econômico, Turismo e Relações Internacionais. Esse órgão central da Prefeitura começou como a Secretaria Extraordinária de Relações Internacionais (SECRI), passou pela Assessoria de Relações Internacionais (ARI, criada por lei em 29 de dezembro de 2008), pelo Escritório Municipal da Copa do Mundo FIFA-2014 (ECOPA) e Escritório Salvador Cidade Global vinculado ao gabinete do prefeito, chegando ao Escritório de Cooperação Internacional (ECI), vinculado ao gabinete da vice-prefeita.

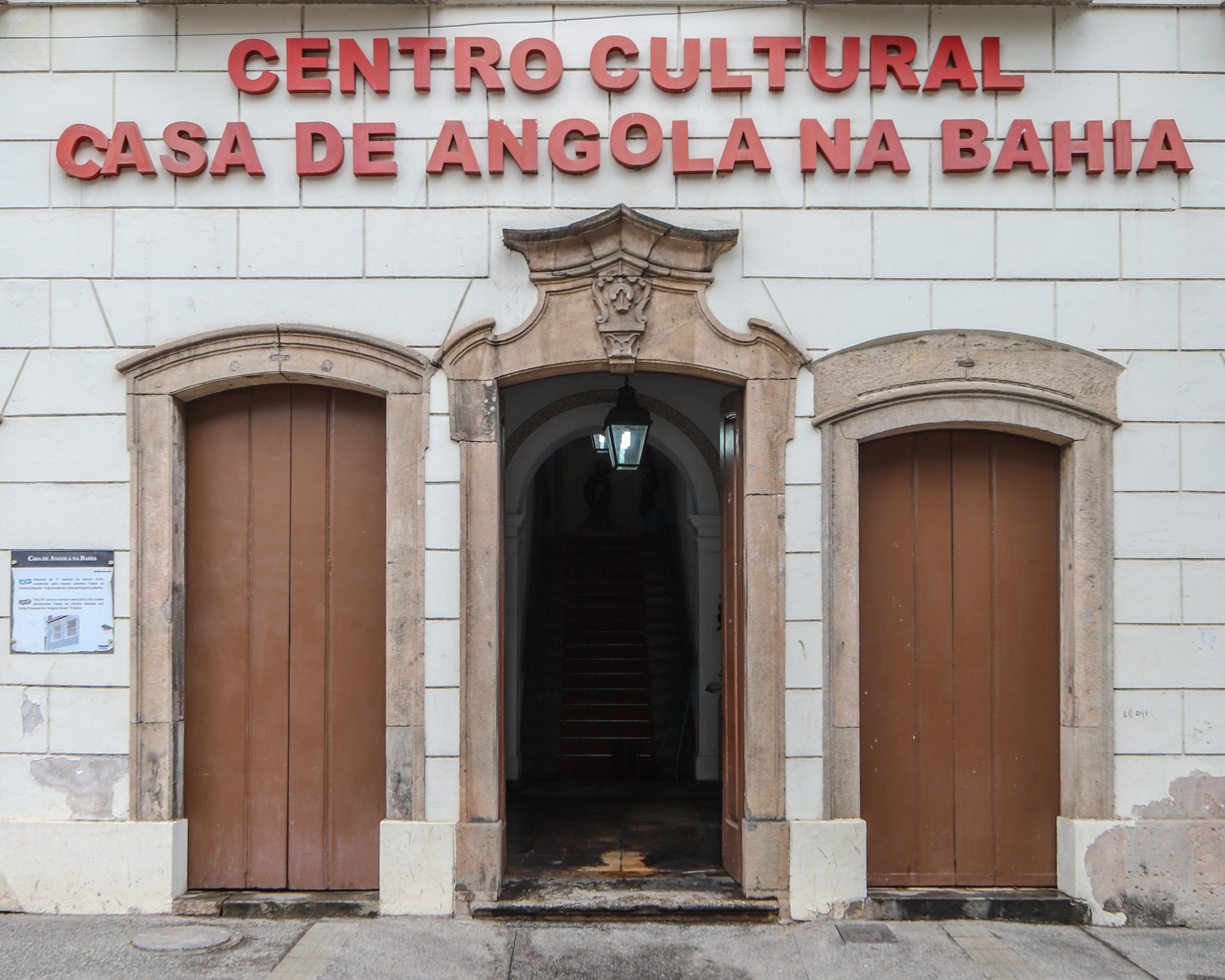
Fachada da Casa de Angola na Bahia, instalada no Solar do Gravatá

Salvador ainda abriga a Casa da ONU, um escritório compartilhado por cinco organizações do Sistema ONU no Elevador Lacerda. Primeiro no Brasil do tipo, o escritório foi inaugurado em 26 de novembro de 2010 e congrega a Organização Internacional do Trabalho (OIT), o Fundo das Nações Unidas para a Infância (Unicef), o Fundo de População das Nações Unidas (FPNU), o Fundo Internacional de Desenvolvimento Agrícola (FIDA) e o Programa das Nações Unidas para o Desenvolvimento (PNUD), este último é o coordenador da atuação das agências do sistema no país. Além disso, há também muitos consulados de quase todos os continentes (exceção fica com a Oceania); sendo ao todo 26 consulados em Salvador. Em matéria cultural, na cidade são mantidos centros culturais e museus por outros países, como a Centro Cultural Casa de Angola na Bahia (na Baixa dos Sapateiros), Museu Casa do Benin (no Pelourinho), e Casa da Nigéria (no Pelourinho). A atuação paradiplomática soteropolitana inclui adesão a redes transnacionais, associações e outras organizações de alcance internacional, estabelecimento de acordos de irmanamentos e participação em programas de organizações internacionais. Assim é membro fundador da Mercocidades e da União das Cidades Capitais Luso-Afro-Américo-Asiáticas. No âmbito de programas da Unesco, também integra a Organização das Cidades do Patrimônio Mundial (OCPM) desde a fundação no Marrocos em 1993 e, desde dezembro de 2015, a Rede de Cidades Criativas da Unesco, na categoria música ("Cidade da Música"). Salvador entrou no processo de geminação de cidades em 1962 e possui 19 cidades-irmãs, as quais estão listadas abaixo com o ano de início do relacionamento entre parêntesis.
- Los Angeles, Estados Unidos (1962)
- Angra do Heroísmo, Portugal (1985)
- Cascais, Portugal (1985)
- Lisboa, Portugal (1985)
- Cotonu, Benim (1987)
- Pontevedra, Espanha (1992)
- Havana, Cuba (1993)
- Sciacca, Itália (2001)
- Harbin, China (2003)
- Miami, Estados Unidos (2006)
- Uidá, Benim (2007)
- Boké, Guiné (2008)
- Luanda, Angola (2012)
- Ifé, Nigéria (2018)
- Kingston, Jamaica (2018)
- Javier, Espanha (2019)
- Jerusalém, Israel (2019)
- Maputo, Moçambique (2021)[201]
- Praia, Cabo Verde (2023)[202]

Além de irmãs, Salvador também possui cidades e regiões parceiras, com as quais mantém um estreito relacionamento. São elas:
- Edelberga, Alemanha
- Munique, Alemanha
- Luanda, Angola
- Buenos Aires, Argentina
- São Miguel de Tucumã, Argentina
- Bacu, Azerbaijão
- Ajudá, Benim
- Cartagena das Índias, Colômbia
- Santiago, Chile
- Valparaíso, Chile
- Roseau, Dominica
- São Salvador, El Salvador
- Quito, Equador
- Barcelona, Espanha
- Cádis, Espanha
- Madri, Espanha
- Atlanta, Estados Unidos
- Filadélfia, Estados Unidos
- Norfolk, Estados Unidos
- Nova Iorque, Estados Unidos
- Arrochela, França
- Caiena, França
- Carântono-Marítimo, França
- Grenobla, França
- São Malo, França
- Libreville, Gabão
- Boké, Guiné
- Báli, Indonésia
- Cálhari, Itália
- Ferrara, Itália
- Florença, Itália
- Nápoles, Itália
- Sant'Oreste, Itália
- Turim, Itália
- Nara, Japão
- Quioto, Japão
- Essaouira, Marrocos
- Marraquexe, Marrocos
- Ilha de Moçambique, Moçambique
- Maputo, Moçambique
- Pemba, Moçambique
- Lagos, Nigéria
- Assunção, Paraguai
- Figueira da Foz, Portugal
- Kaohsiung, República da China
- Cantão, República Popular da China
- Dalian, República Popular da China
- Shenzhen, República Popular da China
- Xantungue, República Popular da China
- Crasnodar, Rússia
- Ilha do Príncipe, São Tomé e Príncipe
- Goreia, Senegal
- Esmirna, Turquia
- Montevidéu, Uruguai

## Subdivisões

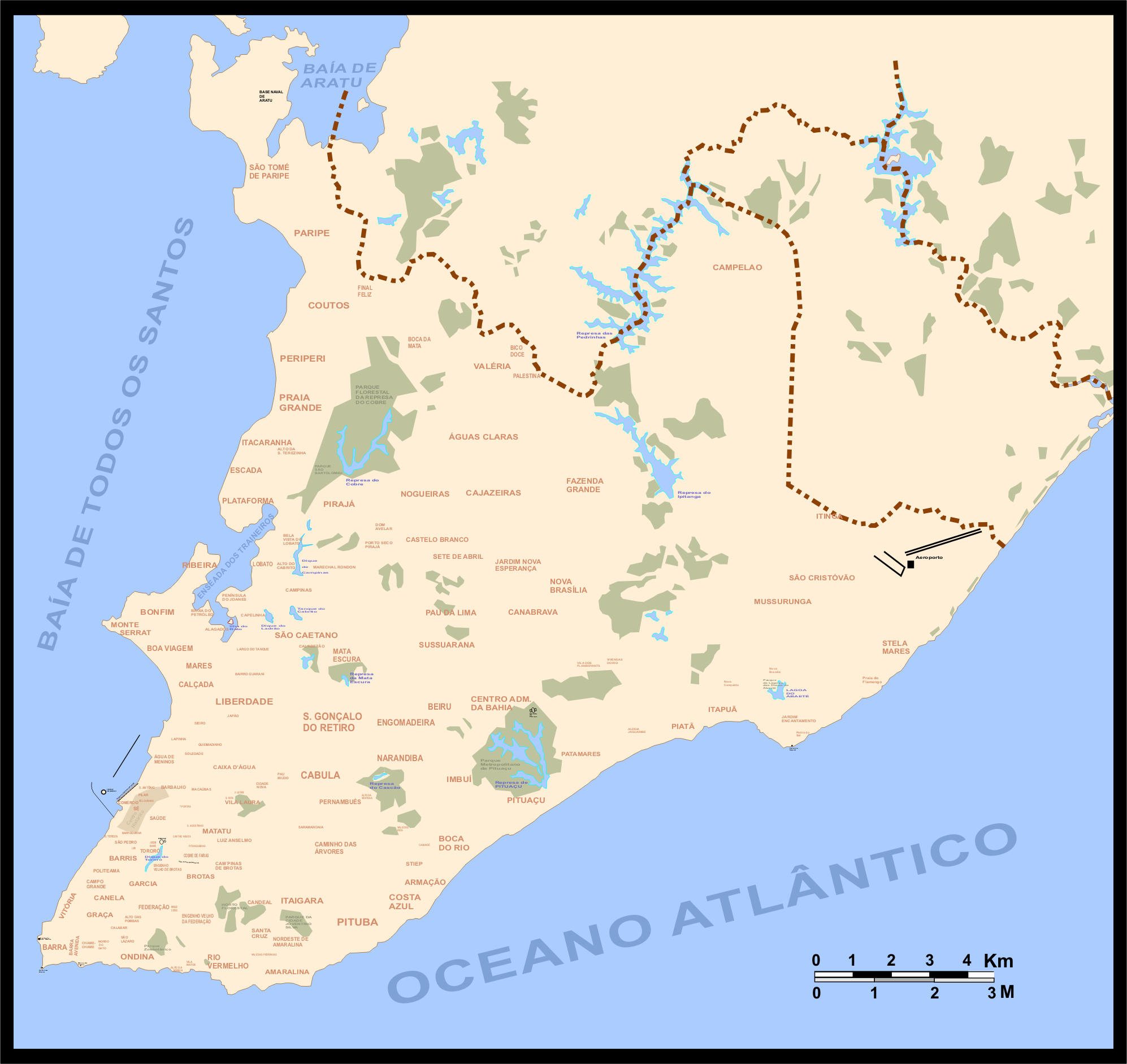
Mapa de Salvador, com os principais bairros e localidades

A princípio, Salvador era dividida apenas em Cidade Alta e Cidade Baixa, devido ao relevo acidentado, se projeta sobre a Baía de Todos os Santos, assumindo um formato triangular, em cujo vértice está o Farol da Barra. A capital baiana se mostra complexa na divisão territorial, sendo os limites das localidades e até mesmo as diferenças entre as denominações (bairros, distritos, zonas, setores) indefinidos e superpostos entre si, principalmente nas zonas do miolo urbano e subúrbios ferroviários.
Apesar da fundação planejada e iniciada no atual Centro Histórico, o crescimento da capital ao longo do tempo ocorreu espontaneamente. Logo os limites se expandiram. Nessa expansão foi importante o papel das ordens católicas. Surgiram assim novas localidades como o Carmo e o Pelourinho, chamados até então de freguesias.
No século XIX, ocorre uma expansão sul da cidade, surgindo a Vitória, Graça, Canela e Barra como localidades novas, e somente no início do século XX é que se faz uma reforma territorial, estabelecendo 11 distritos. A partir daí, o crescimento desordenado da cidade leva a dificuldade de estabelecer os limites e os bairros acabaram se fundindo de tal maneira, que até hoje não se conhece a quantidade direito.
Em 1987, Salvador foi dividida em 18 zonas político-administrativas para melhorar a gestão territorial. Entretanto, para confirmação de referências de endereçamentos postais e pesquisas de recenseamento, leva-se em conta a importância dos bairros soteropolitanos, o que demonstra a efervescência da cidade. Sejam bairros, distritos ou zonas, essas localidades continuam se desenvolvendo e ainda agrupam as mais diversas camadas sociais, em constante expansão vertical e horizontal. Em 2007, uma nova lei do PDDU delimitou as divisões atuais das regiões administrativas (RA).
Desde essa última lei, a cidade é dividida em 18 RA, as quais são:
- Região Centro, RA I
- Região Itapagipe, RA II
- Região São Caetano, RA III
- Região Liberdade, RA IV
- Região Brotas, RA V
- Região Barra, RA VI
- Região Rio Vermelho, RA VII
- Região Pituba/Costa Azul, RA VIII
- Região Boca do Rio/Patamares, RA IX
- Região Itapuã, RA X
- Região Cabula, RA XI
- Região Beiru/Tancredo Neves, RA XII
- Região Pau da Lima, RA XIII
- Região Cajazeiras, RA XIV
- Região Ipitanga, RA XV
- Região Valéria, RA XVI
- Região Subúrbios Ferroviários, RA XVII
- Região Ilhas, RA XVIII

### Bairros
A cidade está dividida em dois níveis bem diferentes: a Cidade Baixa, localizada na planície estreita banhada pela Baía de Todos os Santos, e a Cidade Alta, localizada no platô que eleva-se de forma aguda caracterizada por uma encosta íngreme. Na Cidade Baixa encontram-se atividades portuárias e comerciais atacadistas, na Cidade Alta estão os bairros residenciais e o comércio varejista, assim como a administração pública.
Embora a criação de Salvador fosse idealizada pelo Reino de Portugal e seu projeto conduzido pelo engenheiro português Luís Dias (que foi responsável pelo projeto original da cidade), o crescimento contínuo da capital através das décadas foi completamente espontânea. Os muros da cidade-fortaleza não podiam segurar a expansão da cidade, daí surgiam novas localidades, por exemplo, em direção ao bairro do Carmo é a área onde está a atual Praça Castro Alves. Na época de sua fundação, Salvador tinha duas praças e o primeiro bairro a surgir foi a região do Centro. Pelourinho e o bairro do Carmo vieram posteriormente, criado como uma consequência da crescente necessidade de espaço que as ordens religiosas tiveram.
Com a rápida expansão, os bairros cresceram e muitos deles foram agrupados na mesma área, por isso hoje não há registros precisos quanto ao seu número exato. Depois disso, a primeira experiência de planejamento urbano em Salvador foi com o Escritório do Planejamento Urbanístico da Cidade do Salvador (EPUCS), coordenado pelo engenheiro Mário Leal Ferreira. Atualmente, para fins de gestão urbana municipal, a cidade está dividida em 18 regiões políticos-administrativas. No Ano de 2020, foram acrescentados pela prefeitura de Salvador mais 7 novos bairros, fazendo com que cidade chegasse ao numero total de 170 bairros oficiais. O bairro de Brotas é o mais populoso da cidade com 70 158 moradores segundo o IBGE. A atividade turística concentra-se principalmente na região centro-sul da cidade, especialmente no Centro Histórico, na Cidade Baixa e na Barra, onde está localizado o Forte de Santo Antônio da Barra, junto ao icônico farol, e a praia do Porto da Barra, eleita a terceira melhor praia do mundo pelo jornal inglês The Guardian. Na Barra também localizam-se importantes estabelecimentos da cidade, tais como o Shopping Barra e o Hospital Espanhol. É o bairro mais meridional da capital baiana.
Na região centro-sul da cidade, também se localizam a Vitória e a Graça, dois dos bairros nobres mais tradicionais da cidade, o Campo Grande, que abriga a Praça Dois de Julho (popularmente conhecida como Largo do Campo Grande), o principal largo da cidade, Ondina, com o Jardim Zoobotânico de Salvador e o Palácio de Ondina, residência oficial do governador do estado, e o boêmio bairro do Rio Vermelho, que abriga diversos bares, hotéis e atrações como a Casa do Rio Vermelho. Outra parte da cidade muito procurada para turismo e veraneio é a região dos bairros de Stella Maris, Praia do Flamengo e Itapuã.
A região conhecida como Centro Antigo abriga um forte comércio de rua, que se expande pela Avenida Sete de Setembro e pelas localidades da Barroquinha e Baixa dos Sapateiros. Há forte presença de imigrantes no comércio soteropolitano, especialmente de chineses. No entanto, o principal eixo financeiro hoje se localiza na região leste da cidade, que abriga os bairros do Itaigara, Pituba, STIEP, Costa Azul e Caminho das Árvores, onde está a maior concentração de empresas e instituições da cidade.
A região noroeste da cidade, ao longo da Baía de Todos os Santos, contém os bairros do subúrbio soteropolitano, como Periperi, Paripe, Lobato, Liberdade, Nova Esperança e Calçada. O bairro da Liberdade tinha a maior proporção de afro-brasileiros de Salvador quando o perdeu o título para Pernambués.

## Economia
Ao longo da história brasileira Salvador tem desempenhado um papel importante. Durante todo o domínio português a cidade era uma das maiores e mais importantes da colônia. Devido à sua localização na costa do Nordeste do Brasil e contanto com uma grande baía (sendo um dos portos e centro de comércio mais importantes da América, principalmente no tráfico de escravos e mercadorias), a cidade serviu como um importante elo no Império Português, mantendo estreitos laços comerciais com Portugal e a África. Salvador foi a primeira capital do Brasil e permaneceu como sendo até 1763, quando foi substituída pelo Rio de Janeiro motivada em grande parte pelo ciclo do ouro.
Nas últimas décadas, com o rápido crescimento da sua população bem como a necessidade por moradia e emprego, vários prédios de escritórios e apartamentos foram construídos, muitas vezes no lugar das antigas edificações do período colonial o que causou uma perda irreparável na história da cidade. Conta com uma grande refinaria de petróleo, um polo petroquímico, centros de abastecimento e galpões industriais em seu território e entorno. Muito desses investimentos está concentrado justamente na Região Metropolitana.
De clima tropical, Salvador é um dos destinos mais procurados no Brasil a lazer. Dentre os pontos de interesse estão o seu famoso Pelourinho, suas igrejas históricas e suas praias. A infraestrutura de turismo de Salvador, especialmente em termos de alojamento, é uma das maiores do país. A cidade dispõe de acomodações de todos os padrões, desde albergues, pousadas a hotéis de grande porte. A construção civil é um dos setores que mais emprega no município, junto a de serviços. As atividades turísticas e o comércio são os grandes geradores de emprego e renda.
Em 2021, o produto interno bruto (PIB) de Salvador era de 66 345 730,197 reais, o que correspondia a 0,77% do produto interno bruto do Brasil daquele ano. Segundo um estudo coordenado pelo professor Moisés Balassiano, da Fundação Getúlio Vargas (FGV), em 2005, Salvador aparecia como a 11.ª melhor cidade para desenvolver carreiras no país.
Em dezembro de 2010, segundo o sítio eletrônico especializado em pesquisa de dados sobre edificações, Emporis Buildings, Salvador estava entre as cem cidades do mundo com mais prédios, mais precisamente em 62.º lugar, na nona colocação na América do Sul e, dentre as cidades brasileiras, atrás de São Paulo, Rio de Janeiro, Curitiba, Recife e Fortaleza, nessa ordem. Totalizavam 789 edificações construídas de todos os tipos, dentre os quais está a Mansão Margarida Costa Pinto, o maior prédio residencial da cidade e o décimo quinto arranha-céu mais alto do país à época, com 154 metros.

### Turismo

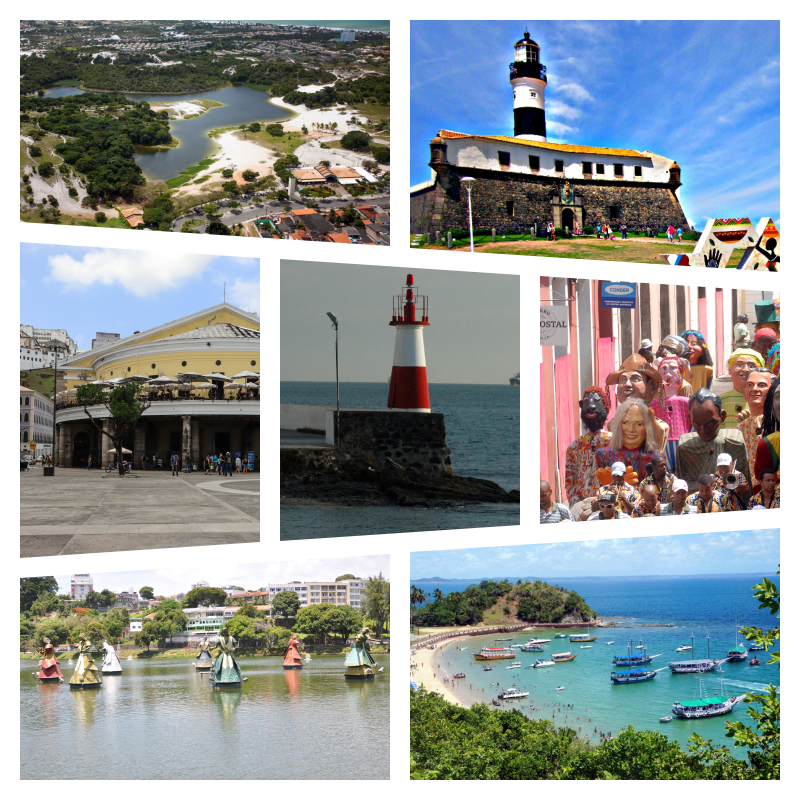
Montagem representativa dos "sete pontos mágicos" (do canto superior esquerdo, em sentido horário: Parque do Abaeté, Farol da Barra, Complexo do Contorno/Comércio, Península de Itapagipe, Centro Histórico, Dique do Tororó, Baía de Todos os Santos)

A cidade é um importante destino turístico do país. Quanto ao turismo, fica atrás apenas do Rio de Janeiro em procura. No início do século XXI, foram eleitos, com auxílio do Conselho Baiano de Turismo (CBTur), os "sete pontos mágicos de Salvador"; são eles: o Parque do Abaeté no bairro de Itapuã, o Farol da Barra no bairro da Barra, o Complexo do Contorno e o bairro do Comércio, a Península de Itapagipe, o Centro Histórico, o Dique do Tororó e Baía de Todos os Santos que banha boa parte do litoral da cidade. Dentre os pontos de interesse estão o seu famoso Pelourinho, suas igrejas históricas e suas praias. O interesse pela cidade se dá pela beleza do conjunto arquitetônico e da cultura local (música, culinária e religião).
O litoral de Salvador é um dos mais longos para cidades do Brasil. Há diversas praias distribuídas entre a Cidade Alta e Cidade Baixa, desde Inema, no subúrbio ferroviário até à Praia do Flamengo, do outro lado da cidade. Enquanto as praias da Cidade Baixa são banhadas pelas águas da Baía de Todos-os-Santos (baía mais extensa do país), as praias da Cidade Alta, como a do Farol da Barra e a do Flamengo, são banhadas pelo Oceano Atlântico. À exceção é a praia do Porto da Barra, a única praia da Cidade Alta banhada pela Baía de Todos os Santos. O turista que escolhe Salvador pode ir à praia pela manhã, fazer um passeio ao Centro Histórico à tarde, jantar em um dos bons restaurantes da cidade e ir dançar nos ensaios dos blocos de carnaval ou ao som de outros estilos musicais.[carece de fontes?] Outras opções de lazer são os teatros, como o Castro Alves, o Jorge Amado e o Vila Velha. Ainda se pode ir ao Farol da Barra ver o pôr-do-sol na Baía de Todos os Santos. As praias da capital baiana são calmas, ideais para natação, vela, mergulho e pesca submarina, como também procuradas por surfistas devido enseadas de mar com ondas fortes. Há também praias cercadas por recifes, formando piscinas naturais de pedra, ideal para crianças brincarem.[carece de fontes?]
Grandes hotéis tendem a ser localizados ao longo da orla marítima. Há também pequenos hotéis na Barra e outros (geralmente mais baratos) espalhados ao longo da via principal da Avenida Sete de Setembro (comumente conhecida apenas por "Avenida Sete") e ainda outros (também mais baratas) em torno do Pelourinho. Há também várias pousadas na Barra, Pelourinho, Santo Antônio e outros pontos da cidade.[carece de fontes?]
O Mercado Modelo é o ponto escolhido por muitos turistas para comprar lembranças da Bahia, dentre elas rendas, berimbaus e diversos outros tipos de artesanato produzido no estado. O lugar possui 263 diferentes lojas. O lugar não é apenas um mercado, sendo também possível encontrar restaurantes no local.
Outro grande atrativo da cidade é o Carnaval, considerado a maior festa popular do mundo (o Guinness Book, em 2004, registrou o carnaval de Salvador como sendo o maior do mundo). Existem três principais formas de aproveitar o carnaval baiano, uma é associar-se a um dos blocos carnavalescos que são puxados por trios elétricos e isolados da multidão por uma corda. Muitos argumentam que isto termina por privatizar o espaço público, e de que essa forma de aproveitar o carnaval só é acessível àqueles com alto poder aquisitivo, pois para adquirir um abadá é preciso desembolsar, em média, oitocentos reais.[carece de fontes?]
A segunda forma é ficar nos camarotes que estão distribuídos por todo o percurso da folia. Essa forma de pular carnaval só é acessível para quem tem ainda mais dinheiro, preferindo assistir a festa do alto, em confortáveis espaços onde os pagantes podem dispor de boates, serviços médicos, banquetes de frutas e comidas típicas, além de outras amenidades. A prefeitura, no entanto, tem realizado um trabalho de inclusão da população de baixa renda nos circuitos da folia, montando arquibancadas para esse público, que tem acesso gratuito às mesmas.[carece de fontes?]
A terceira é aproveitar a festa na conhecida "pipoca", que são os foliões de rua que acompanham os trios elétricos do lado de fora das cordas de isolamento, protegidas pelos cordeiros. Estas áreas de isolamento, apropriadas por empresas privadas, tomam conta de praticamente todo o espaço público. Apesar de a festa atrair milhares de turistas nacionais e estrangeiros, muitos soteropolitanos optam por sair da cidade nesse período, preferindo a tranquilidade do litoral e das ilhas da Baía de Todos os Santos à agitação do carnaval. Os ritmos musicais mais comuns da região são o axé, o pagode, o forró, o arrocha e o samba. Mas há também um forte movimento de MPB e rock acontecendo na Bahia, que vem atraindo a atenção dos produtores musicais brasileiros.[carece de fontes?]

## Infraestrutura

### Transportes
O município dispõe de transportes em diversos modos: rodoviário, ferroviário, vertical, aéreo e aquático. As principais vias terrestres são as rodovias BR-324 (federal) e BA-099 (estadual) e as avenidas Avenida Luís Viana (Paralela) e Afrânio Peixoto (Suburbana). Dessas, a Avenida Paralela e a rodovia federal são importantes vias metropolitanas e os principais corredores de ônibus urbano. Os trilhos estão presentes com o Sistema de Trens do Subúrbio e o Sistema Metroviário. Os ascensores fazem a ligação vertical entre os planos da cidade (Alta e Baixa) em quatro pontos (Elevador Lacerda e planos inclinados Gonçalves, Pilar e Liberdade-Calçada). Nas águas, o transporte é marítimo municipal e intermunicipal, por barcas (Sistema Ferry-Boat) e por lanchas e catamarãs. Afora isso, há ainda as passarelas e escadarias e os serviços de táxi, vans, ônibus metropolitanos e transportes fretados.

#### Rodoviário

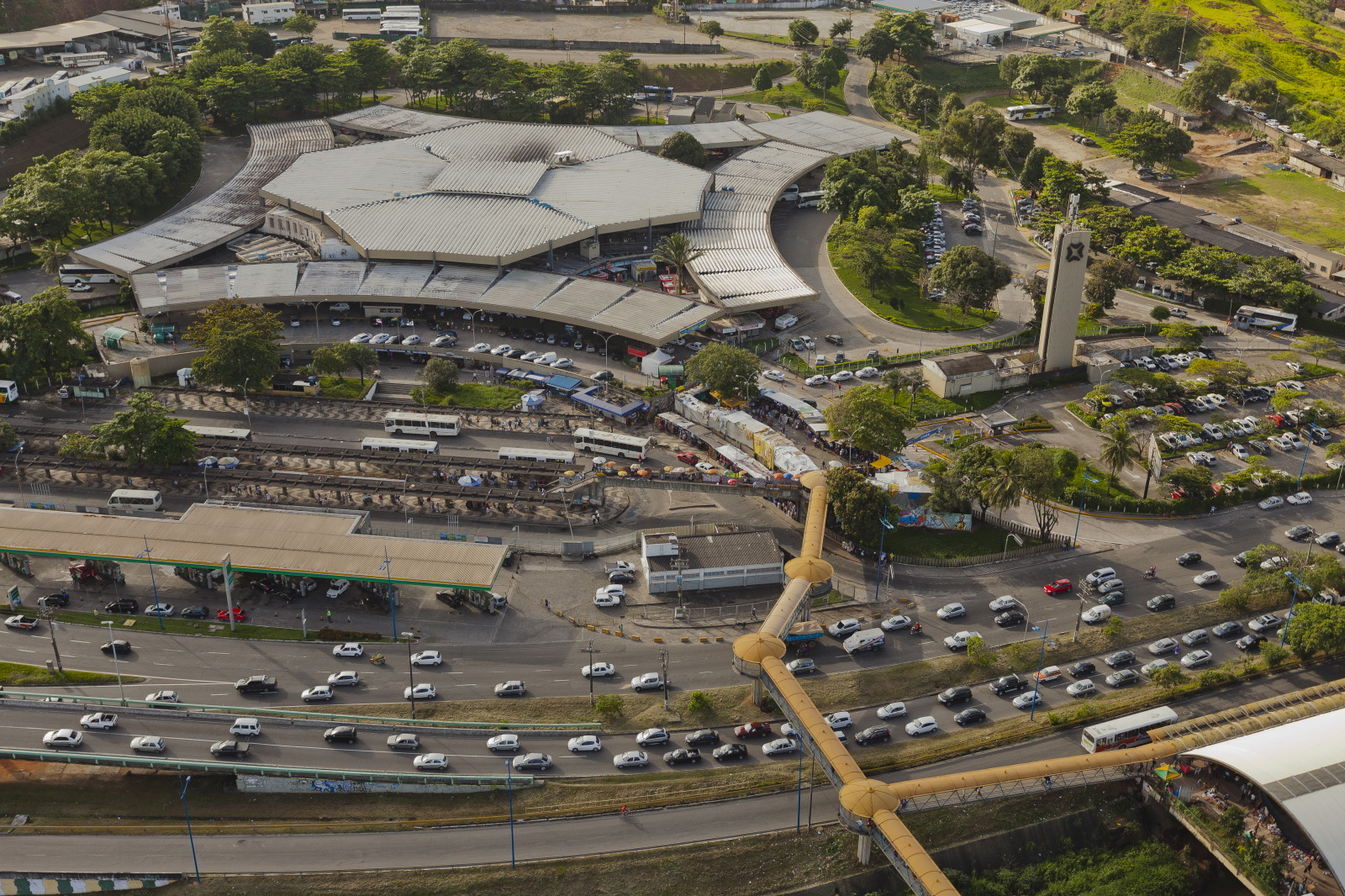
Vista aérea da região do Terminal Rodoviário de Salvador

Salvador conta com transportes intermunicipais que conduzem às cidades do interior do estado e coletivos que circulam por toda a região metropolitana; esses transportes desembarcam no terminal rodoviário. A estrutura viária da cidade dispõe de duas vias exclusivas para ônibus, uma localizada na avenida Vasco da Gama (do Dique ao Lucaia), inauguradas no início de 2013, e outra que se estende da avenida Paralela (a partir da concessionária de veículos Grande Bahia) até a avenida ACM (na sede do DETRAN), no chamado Sistema Iguatemi-Paralela-Orla (etapa do Transporte Moderno de Salvador – TMS). Há também a faixa exclusiva localizada na avenida Paulo VI, na Pituba, implantada no fim de 2013.
As rodovias federais BR-101 e BR-116 atravessam a Bahia de norte a Sul, oferecendo uma ligação de Salvador para o resto do país. Na junção de Feira de Santana, toma a rodovia BR-324. A capital baiana é servida por várias empresas de ônibus a partir de quase todos os Estados brasileiros. A BR-242, começando em São Roque do Paraguaçu (sentido transversal), está ligada à BR-116, associado à região centro-oeste. Entre as rodovias do estado, a BA-099, que faz conexão com o litoral norte e BA-001, que faz ligação ao sul da Bahia. Ônibus fornecem serviço direto para a maioria das cidades brasileiras, incluindo Rio de Janeiro, São Paulo e Brasília, bem como destinos regionais. Em 2007, a cidade tinha proximamente 586 951 veículos, o maior da região norte e nordeste do Brasil. Quatro rodovias pavimentadas conectem a cidade para o sistema de estrada nacional. Executando ao norte a partir do Farol de Itapuã se dá a centenas de quilômetros de praias maravilhosas na região. Estas praias são acessíveis através da rodovia BA-099 ou (Linha do Coco e Linha Verde), uma estrada, mantida em excelente estado, correndo paralelamente à costa, com vias de acesso na saída para o litoral propriamente dito. A estrada corre ao longo de dunas de areia branca como a neve, e a costa em si é uma linha quase ininterrupta de coqueiros. As vilas de pescadores aparecem ao longo da faixa litoral da Praia do Forte.[carece de fontes?]

#### Cicloviário

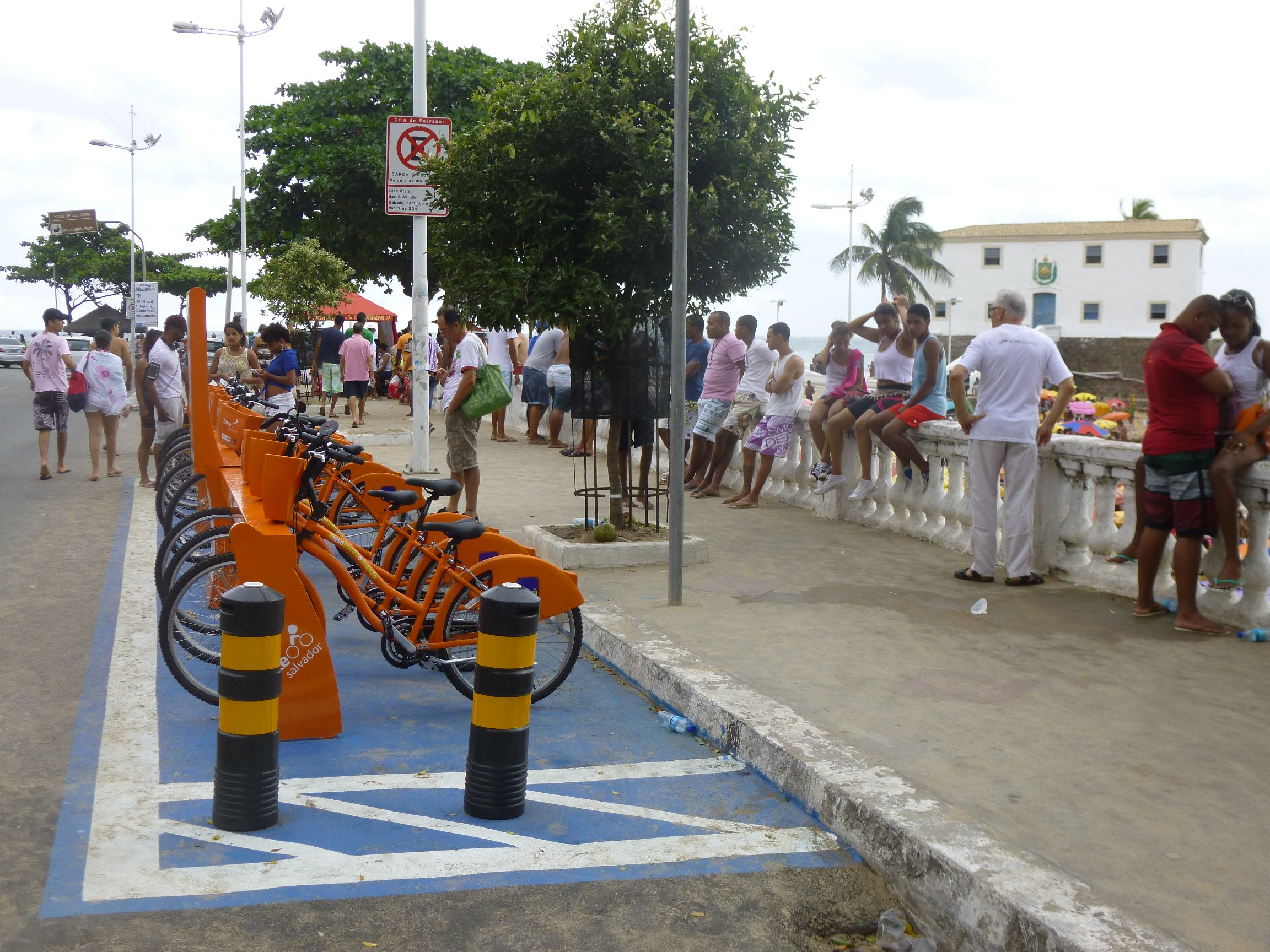
Uma das estações de bicicletas do sistema Bike Salvador, na Barra

Salvador possui uma malha cicloviária que apresenta uma extensão de aproximadamente 310 km. Esse número vem aumentando muito com o tempo. De acordo com a prefeitura municipal, a malha aumentou em 610% entre os anos de 2013 e 2021. Esse aumento não é único da capital baiana, já que muitas outras pelo país registraram um crescimento alto em um período de tempo parecido.
Próximo a essas ciclovias, opera um sistema de compartilhamento pago de bicicletas chamado de Bike Salvador, resultado de uma parceria entre a Prefeitura de Salvador e o Banco Itaú. Existem 50 estações espalhadas pela cidade, que somam 400 bicicletas disponíveis. Criado em 2013, o sistema acumula 440 mil cadastros e 5 milhões de viagens desde que foi lançado. Há também outros sistemas de compartilhamento, como o Ciclo Velo Táxi e o Bike Comunidade.

#### Aquaviário

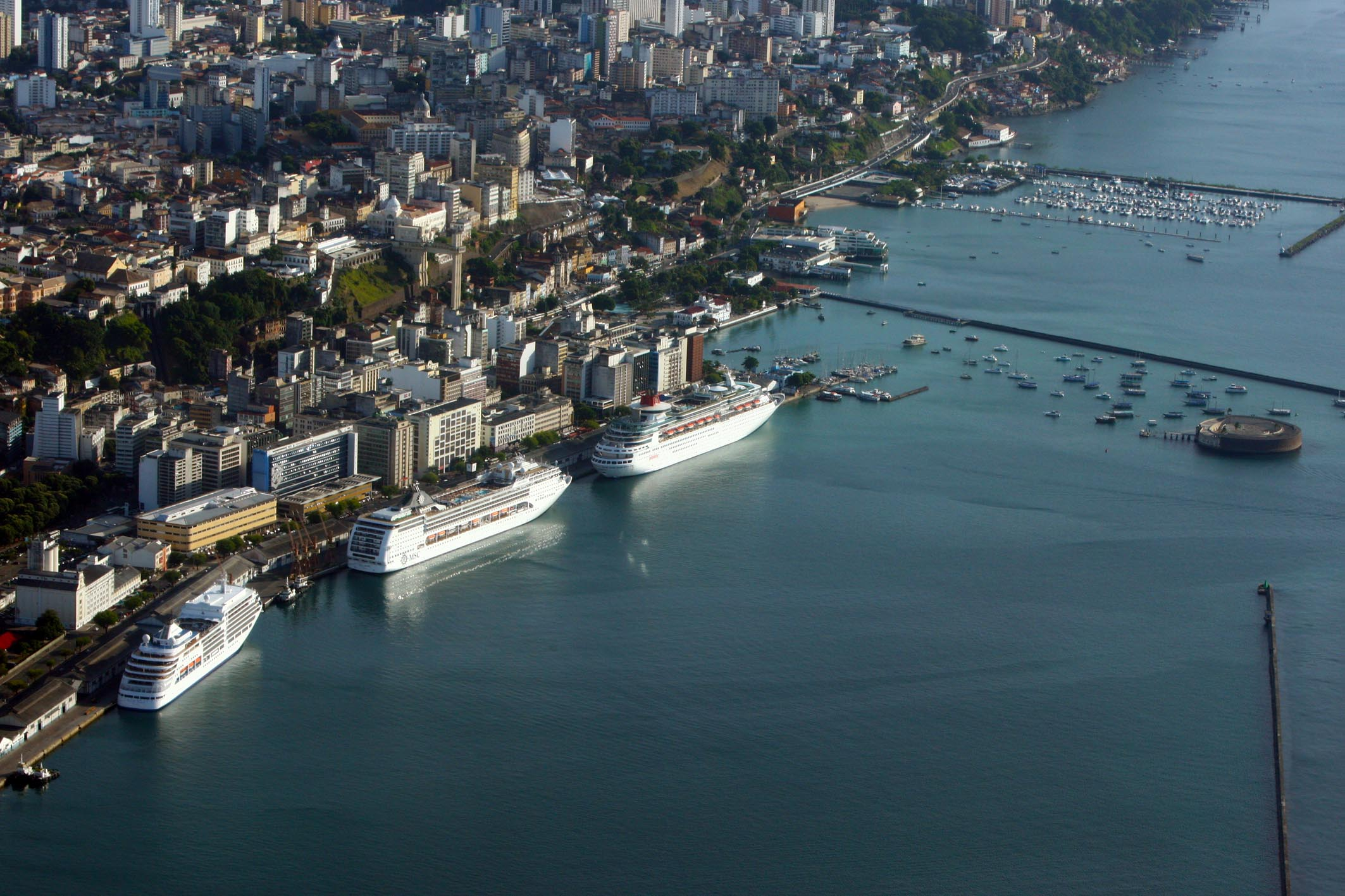
Porto de Salvador

Por ser uma cidade litorânea, é comum a utilização do transporte aquaviário, contando, inclusive, com algumas rotas para a ilha de Itaparica. A Companhia das Docas do Estado da Bahia, a Companhia de Navegação Baiana e o Circuito Náutico da Bahia são os principais responsáveis por esse transporte.
Com volume de carga que cresce ano após ano seguindo o mesmo ritmo do desenvolvimento econômico implementado no Estado, o porto de Salvador, localizado na Baía de Todos-os-Santos, possui o estatuto como a porta de terceiro maior movimento de contêineres do Norte/Nordeste e como a segunda maior exportadora de frutas no Brasil.
A capacidade de lidar com grande volume de envio de cargas posicionou o porto de Salvador para novos investimentos em modernização tecnológica, e o porto é conhecido por programar um elevado nível de flexibilidade operacional à preços competitivos. O objetivo dos funcionários do Porto está a oferecer uma infraestrutura necessária para a circulação de mercadorias, enquanto simultaneamente as necessidades de exportadores e importadores internacionais.[carece de fontes?]

#### Ferroviário

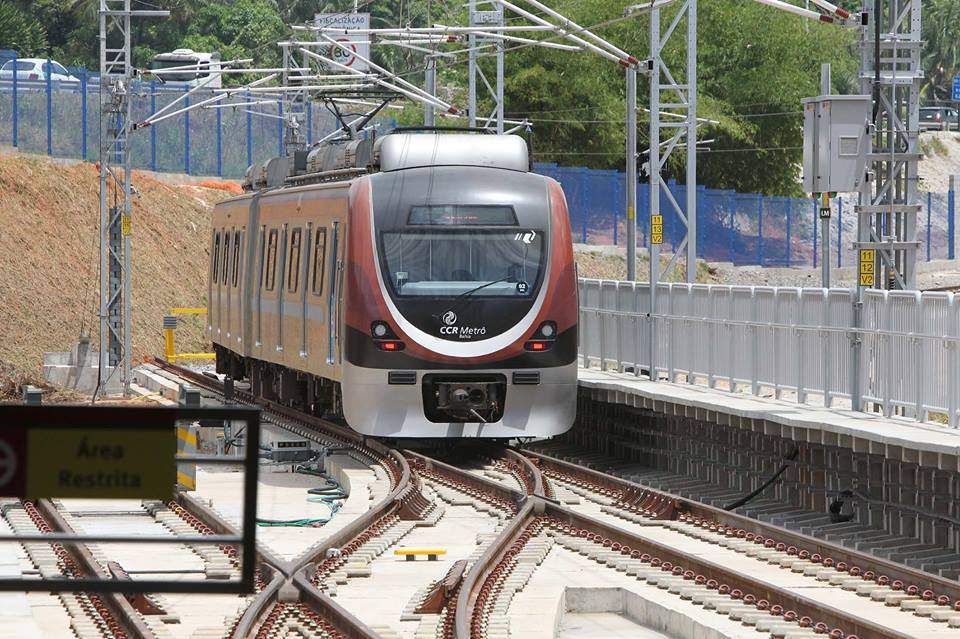
Metrô de Salvador

O transporte ferroviário foi inaugurado pela empresa inglesa Bahia and San Francisco Railway Company (em português, Estrada de Ferro da Bahia ao São Francisco), cujo primeiro trecho, Jequitaia–Aratu, entrou em funcionamento em 28 de junho de 1860. Atualmente disso sobrevive o Sistema de Trens Urbanos de Salvador com a Estação da Calçada, antiga Jequitaia, e a Estação Paripe como extremos da linha, desde o início da década de 1980. A Companhia de Transportes do Estado da Bahia (CTB), operadora do sistema, planeja a requalificação do transporte, estendendo-o para a Avenida São Luís e para o bairro do Comércio.
Salvador possui o segundo maior sistema metroviário do Norte-Nordeste e o quarto maior do país. Os primeiros trabalhos para a licitação foram iniciados em 1997, com apoio financeiro dos governos estadual, municipal e federal, mas sua construção de fato só foi iniciada em abril de 2000. Denúncias superfaturamento, investigações do Tribunal de Contas da União (TCU) e Ministério Público Federal (MPF) e outros atrasos nas obras as prolongaram por mais de uma década a inauguração do sistema. As obras foram repassadas para o governo estadual em 2013. O metrô entrou em funcionamento sob operação assistida em 11 de junho de 2014. A cobrança de tarifa começou em janeiro de 2016. Em agosto de 2017, o sistema já estava totalmente integrado às linhas de ônibus da cidade, e em setembro, já contava com dezenove estações em operação, das vinte e três previstas.

#### Aeroviário

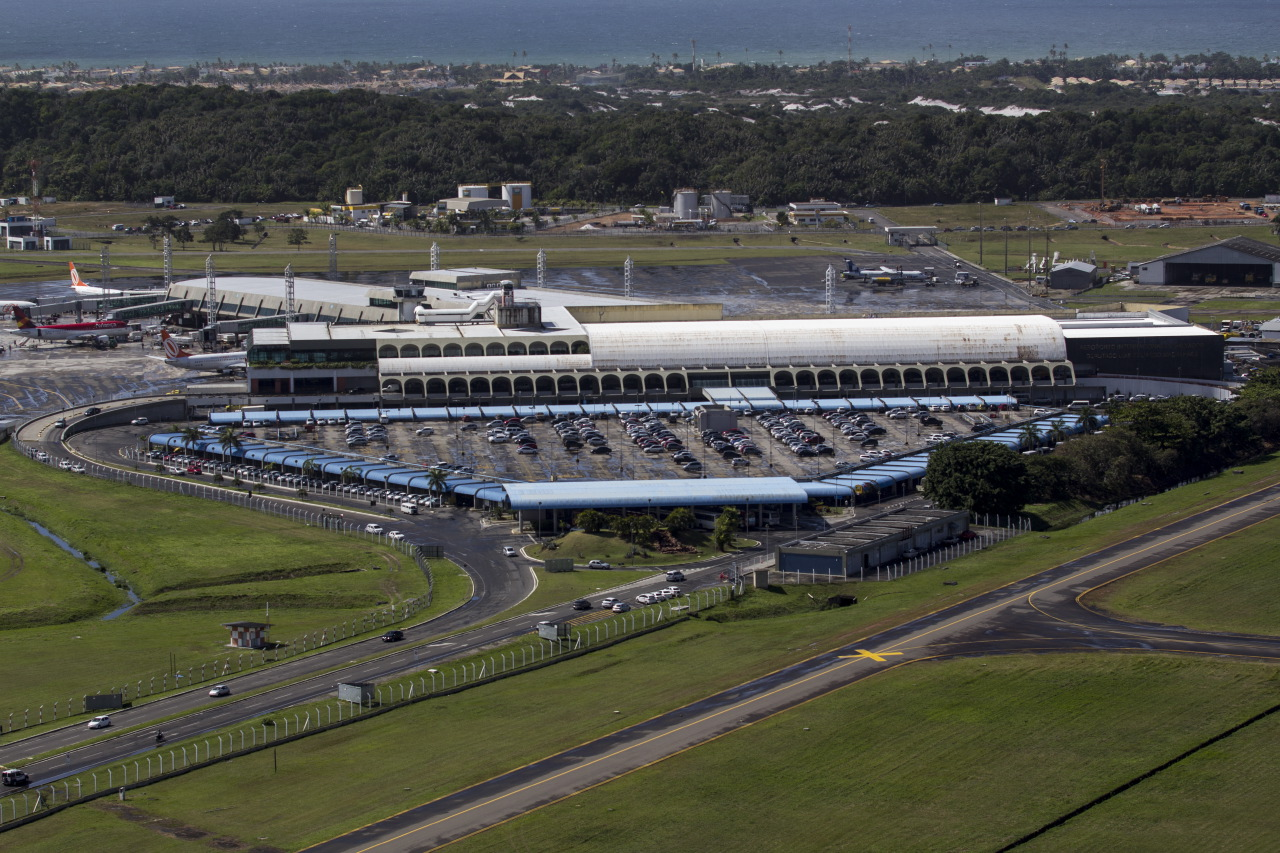
Fachada do Aeroporto Internacional de Salvador

Salvador conta com um aeroporto internacional, o Aeroporto Internacional de Salvador - Deputado Luís Eduardo Magalhães, anteriormente denominado "Dois de Julho". É o segundo maior e mais movimentado terminal aeroportuário do Norte-Nordeste, e foi o décimo mais movimentado do país em 2017. Em 2007, foi o terceiro maior do Brasil em movimento de malas postais, o quinto de passageiros e sexto de aeronaves e cargas.
Situado a 40 quilômetros do centro de Salvador, numa área de sete milhões de metros quadrados (entre dunas e vegetação nativa), o aeroporto já se tornou uma das principais atrações panorâmicas da cidade e dispõe de completa infraestrutura aeroportuária e um moderno terminal de passageiros (inaugurado em 2001) capaz de atender a quinze milhões passageiros ao ano e receber 24 aeronaves simultaneamente. Existem voos regulares para as principais capitais brasileiras e para alguns países da Europa. Em 2012, o aeroporto tratou 3 382 906 passageiros e movimentou 52 664 aeronaves, colocando o aeroporto entre os maiores no Brasil em termos de passageiros.

### Educação
Alguns dos principais colégios particulares da cidade são: Colégio Anglo-Brasileiro, Colégio Anchieta, Colégio Oficina, Colégio Salesiano de Salvador, Colégio Nossa Senhora das Mercês, Colégio Miró, Colégio Marista de Salvador, Colégio Antônio Vieira, Colégio Módulo, Colégio Sartre, Colégio São Paulo, Colégio Cândido Portinari, Colégio Integral (agora propriedade do Colégio Sartre), Colégio Nossa Senhora da Conceição, Colégio Santíssimo Sacramento, Colégio Diplomata, Colégio Nossa Senhora do Resgate, Colégio Gregor Mendel e Colégio Dois de Julho.
Também existem escolas públicas históricas da cidade, destacando-se o Colégio Odorico Tavares (desativado), Colégio Estadual da Bahia ("Colégio Central"), o Instituto Central de Educação Isaías Alves (ICEIA) que se transformou no Centro Estadual de Educação Profissional, Formação e Eventos Isaias Alves, o Instituto Federal da Bahia (IFBA), o Colégio Militar de Salvador, as quatro unidades do Colégio da Polícia Militar da Bahia (Lobato, Dendezeiros, João Florêncio Gomes, Luiz Tarquínio), o Colégio Estadual Raphael Serravalle, o Colégio Estadual Dois de Julho, o Colégio Estadual do STIEP Carlos Marighella, o Colégio Estadual Manoel Vitorino, o Colégio Estadual Deputado Manoel Novaes, o Colégio Estadual Goes Calmon, o Colégio Estadual Nelson Mandela, Colégio Estadual Vila Canária, Colégio Estadual Frederico Costa, Colégio Estadual Mário Augusto Teixeira de Freitas, Colégio Estadual José Augusto Tourinho Dantas, o Colégio Estadual Anisio Teixeira, o Colégio Estadual Governador Otávio Mangabeira, o Colégio Estadual Daniel Lisboa, o Colégio Estadual Evaristo da Veiga, o Colégio Estadual Manoel Devoto, o Colégio Estadual Thales de Azevedo, a Escola Estadual Luiza Mahim, entre outros.
Entre as principais instituições de ensino superior sediadas em Salvador estão: A Universidade Federal da Bahia (UFBA), a Universidade Católica do Salvador (UCSAL), a Universidade do Estado da Bahia (UNEB), a Universidade Salvador (UNIFACS), o Instituto Federal da Bahia (IFBA), a Escola Bahiana de Medicina e Saúde Pública (EBMSP), a Faculdade Baiana de Direito e Gestão, o Centro Universitário Maurício de Nassau (Uninassau), dentre outros.

### Mídia e telecomunicações

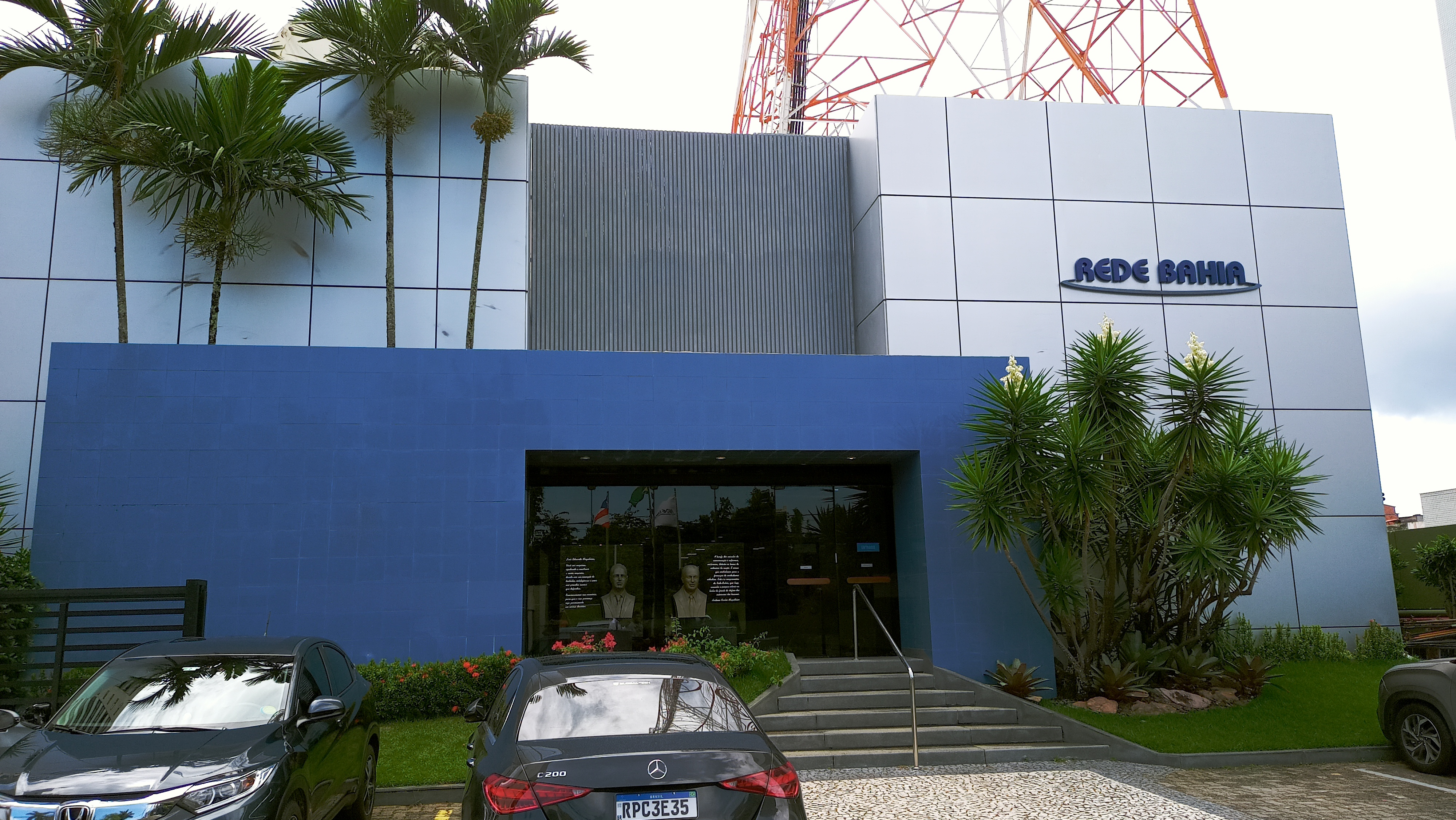
Sede da Rede Bahia

O setor de telecomunicações e mídia em geral são bastante importantes. Uma vez que foi sede da administração portuguesa no Brasil, teve importantes jornais a nível nacional, assim acompanha as grandes mudanças, sendo uma das primeiras a implantar novas tecnologias no país. Um exemplo é o telefone celular, o primeiro celular lançado no Brasil foi pela TELERJ, na cidade do Rio de Janeiro em 1990, e logo foi seguido da cidade de Salvador.
Salvador possui um dos jornais impressos mais antigos do Brasil, o A Tarde, publicado diariamente desde 1912, bem como é sede da Rede Bahia, o maior conglomerado de mídia do Norte e Nordeste.

## Cultura
A cultura desenvolvida em Salvador, uma das primeiras cidades fundadas e capital do Brasil por mais de dois séculos, e no Recôncavo da Bahia, exerceu forte influência em outras regiões do país, e na própria imagem que se tem do Brasil no exterior. Desde o século XVII observa-se no estado uma dualidade religiosa: de um lado, a religião católica (de origem europeia); do outro, o candomblé (de origem africana). Aspectos históricos e culturais de Salvador foram herdados pela miscigenação de grupos étnicos africanos, europeus e indígenas. Esta mistura pode ser vista na religião, cozinha, manifestações culturais e personalidade do povo baiano.[carece de fontes?]
Já no século XIX, firmou-se o gosto do baiano — tanto o de origem abastada quanto o pobre — pelo epigrama (tipo de poesia satírica); pelas modinhas (poesia lírica musicada); e, também, pelos sermões religiosos, praticado desde Frei Vicente do Salvador e tendo o ápice em Antônio Vieira. A chegada dos africanos vindos do golfo do Benim e do Sudão, no século XVIII, foi decisiva para desenvolver a cultura da Bahia como um todo. Segundo Nina Rodrigues, isso é o que diferencia a cultura baiana da cultura encontrada nos outros estados brasileiros. Nesses, os africanos que vieram eram, predominantemente, os negros bantos de Angola.[carece de fontes?]
Os negros iorubanos e nagôs estabeleceram uma rica cultura nas terras da Baía de Todos os Santos. Pois que tinham religião própria, o candomblé; música própria, a chula; dança própria, praticada no samba de roda; culinária própria, que deu origem à culinária baiana, inventando diversos pratos com base no azeite-de-dendê e leite de coco (tudo com muita farinha-de-guerra dos índios tupinambás e tapuias), e sobremesas, desenvolvendo o que veio de Portugal; luta própria, o maculelê; vestimenta própria, aliando as já tradicionais indumentárias africanas às fazendas portuguesas; e uma mistura de línguas, mesclando iorubá com português.[carece de fontes?]

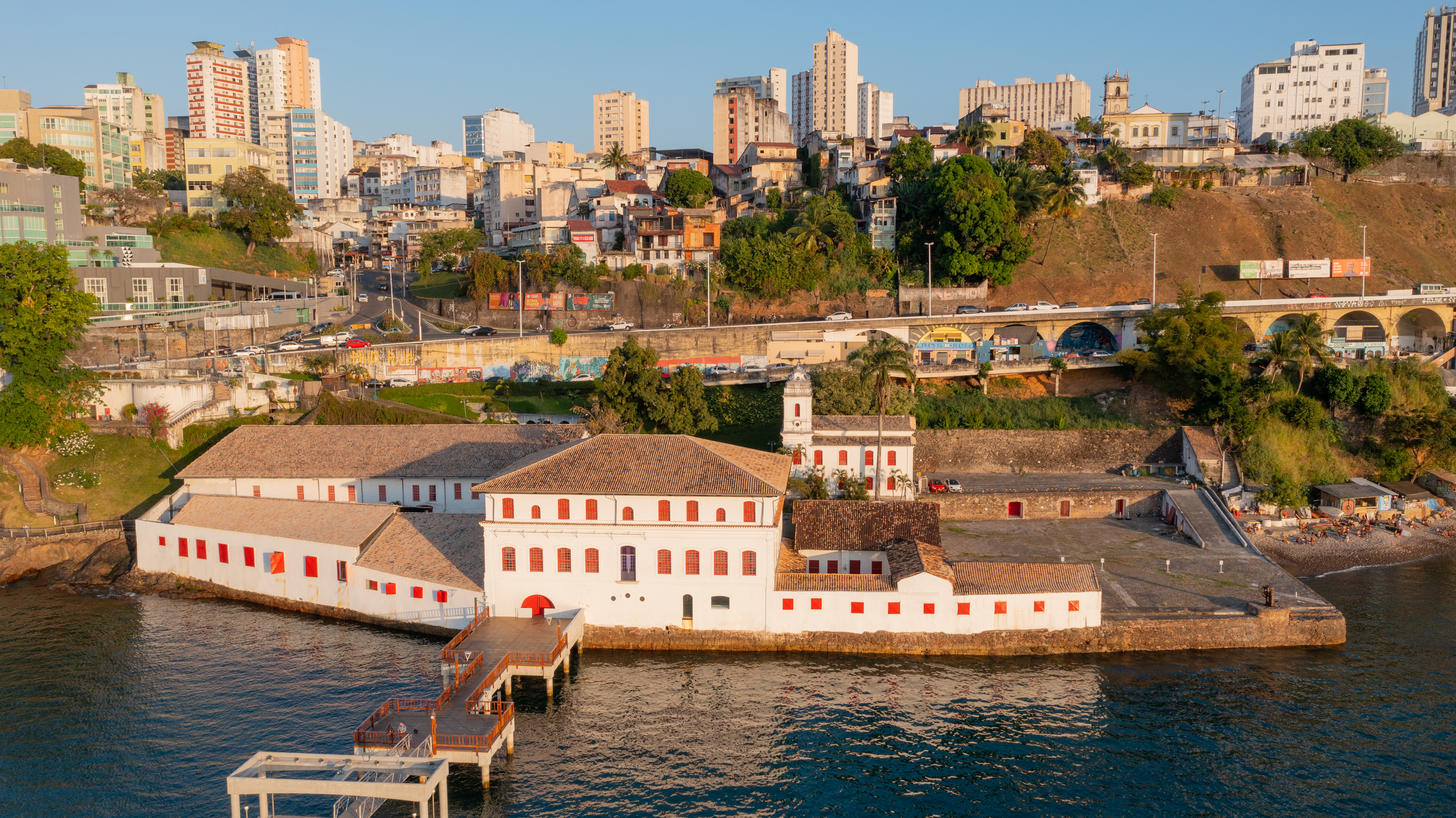
Museu de Arte Moderna da Bahia, Solar do Unhão

No século XIX, os visitantes começaram a cultuar a imagem da Bahia como de uma terra alegre, bonita, rica (por causa da cana-de-açúcar e das pedras preciosas das Lavras) e culta, que dava ao Brasil grandes intelectuais e Ministros do Gabinete Imperial. Na década de 1870, as baianas começaram a migrar para o Sudeste do país em busca de emprego. E, assim, essas "tias" baianas foram disseminando a cultura da Bahia, vendendo acarajés nos tabuleiros e gamelas, dando festas onde se dançava samba de roda (que, mais tarde, modificado pelos cariocas, iria resultar no samba como se tornou conhecido), desfilando suas batas e panos-da-costa pelas ruas da Capital Federal. Por isso, naquela época, chamava-se de baiana todas as negras bonitas, segundo afirma Afrânio Peixoto, no "Livro de Horas".[carece de fontes?]
A considerada primeira música e álbum gravado no Brasil, Isto É Bom é uma canção escrita por Xisto Bahia natural de Salvador lançada em 1902, pela Casa Edison utilizando o selo Zonophone. Esta canção é considerada marco inicial das gravações fonográficas no Brasil pela maioria dos pesquisadores da história da música popular brasileira. A cidade detém o Teatro Vila Velha, Teatro Castro Alves para atuações de teatro e apresentações musicais.
Em agosto de 2015, candidatou-se a ser uma das cidades a integrarem a Rede de Cidades Criativas da Unesco, na categoria "Música". O anúncio da adesão deu-se em dezembro de 2015 e a entrega do documento de reconhecimento do título de "Cidade da Música" foi entregue em junho de 2016. Até então, somente Curitiba e Florianópolis faziam parte da rede (ingressaram em 2014), mas nas categorias de design e gastronomia, respectivamente.

### Arquitetura
A palavra "pelourinho", em sentido amplo, corresponde a uma coluna de pedra localizada normalmente ao centro de um praça, onde eram expostos e castigados criminosos. No Brasil, e em especial o pelourinho de Salvador, o uso principal era para castigar escravos através de chicotadas durante o período colonial. Tempos depois do fim da escravidão no Brasil, este local da cidade passou a atrair artistas de todos os gêneros: cinema, música, pintura, etc., tornando o Pelourinho em um centro cultural. O Pelourinho está dentro do Centro Histórico de Salvador, o qual é tombado pela Unesco, e, assim, permite a Salvador ser membro da Organização das Cidades do Patrimônio Mundial.
O Centro Histórico de Salvador foi designado em 1985 como um Património da Humanidade pela Unesco. A cidade representa um bom exemplo do urbanismo português a partir de meados do século XVI com sua cidade administrativa sendo superior da sua cidade comercial, e uma grande parte da cidade manteve as raízes de suas ruas e casas coloridas. Como a primeira capital da América portuguesa, Salvador cultivou o trabalho escravo e tinha seus pilares instalados em lugares abertos, como o Terreiro de Jesus e as praças que hoje conhecemos como Praça Tomé de Sousa (também conhecida como Praça Municipal) e a Praça Castro Alves. O "Pelourinho" era um símbolo de autoridade e de justiça para alguns e injustiça para outros. No que era antes, o Centro Histórico mais tarde mudou-se para o que agora é a Praça da Piedade, e acabou emprestando seu nome ao complexo arquitetônico e histórico do Pelourinho, parte do Centro Histórico da cidade.[carece de fontes?]
Desde 1992, houve um maciço investimento estatal no bairro em segurança e financiamento na instalação de hospedarias, restaurantes, escolas de dança e outras artes, além duma grande restauração dos casarios que foi iniciada. Contudo, certas  construções não foram recuperadas internamente, já que as fachadas foram priorizadas, dentre outros motivos, devido ao estado do interior do casario que impedia a reconstrução fiel. Com a restauração, um esforço se deu para tornar a área uma atração turística altamente desejável não só dos turistas nacionais como também estrangeiros. Mas também, moradores desses casarios foram expulsos e a maioria era de afrodescendentes. Este processo deu origem ao debate político substancial no estado da Bahia, desde os antigos moradores do Pelourinho que foram excluídos (foram recolocados em  outros bairros de Salvador) até a maior parte dos benefícios econômicos ganhos (aproveitados por alguns).[carece de fontes?]

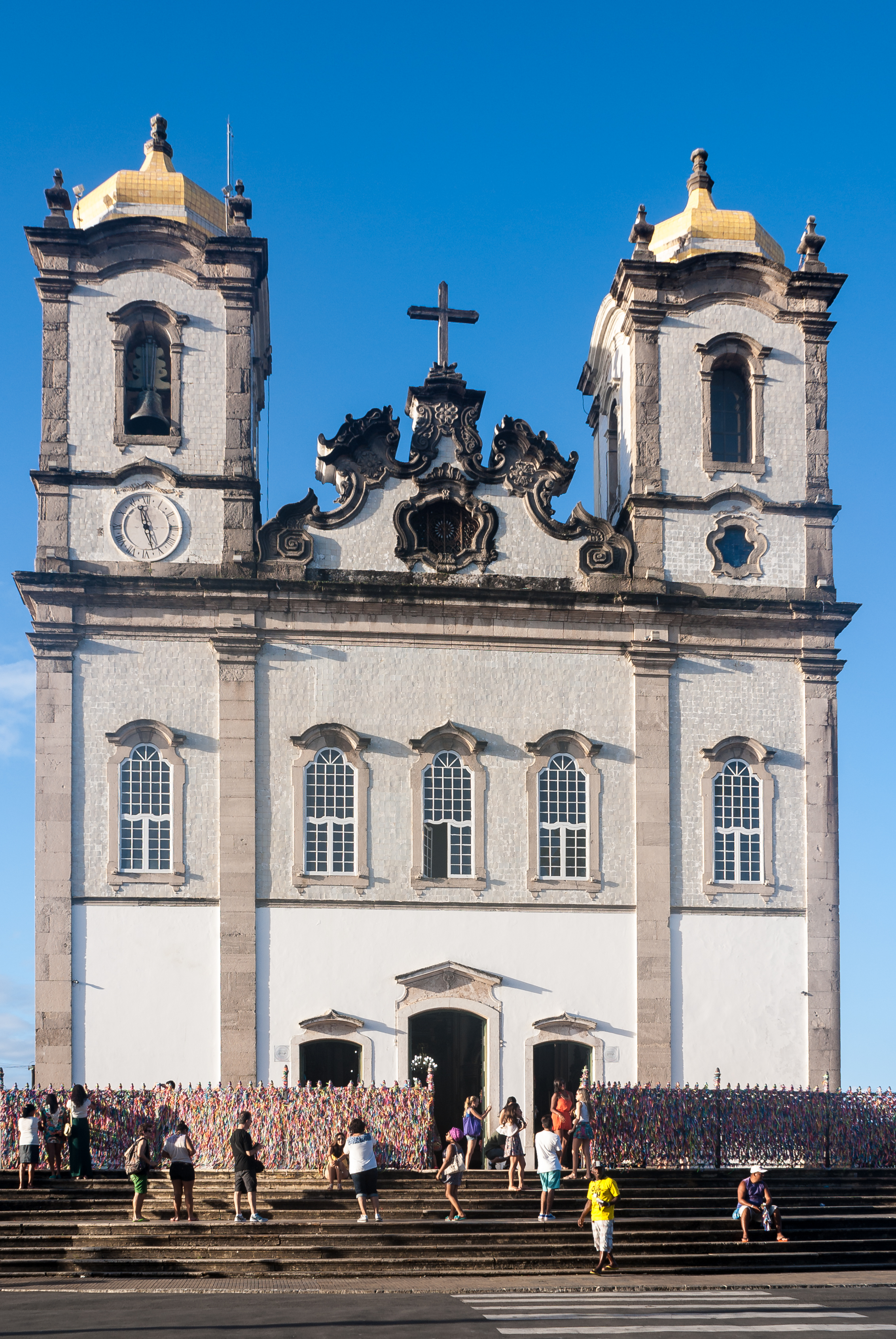
A Igreja de Nosso Senhor do Bonfim, no alto da Colina Sagrada, na Península de Itapagipe

Salvador é considerável pela sua riqueza e prestígio que conquistou durante a época colonial (como capital da colônia durante 250 anos, e que deu origem ao Pelourinho) e reflete-se na magnificência dos seus palácios coloniais, igrejas e conventos, a maioria deles data dos séculos XVII e XVIII. Estes incluem:
- Catedral de Salvador: antiga igreja jesuíta da cidade, construída na segunda metade do século XVII. Belo exemplo da arquitetura maneirista e de decoração.
- Igreja e Convento de São Francisco: Igreja e Convento dos franciscanos, datam da primeira metade do século XVIII. É outro mais belo exemplo da arquitetura colonial portuguesa. A decoração barroca da Igreja está entre as melhores do Brasil.
- Igreja de Nosso Senhor do Bonfim: Igreja rococó com decoração interior neoclássica. A imagem de Nosso Senhor do Bonfim é o mais venerado na cidade e a Festa de Nosso Senhor do Bonfim acontece sempre em janeiro e é o mais importante da cidade depois do Carnaval.
- Mercado Modelo: Em 1861, na Praça Visconde de Cairu, no Edifício da Alfândega foi construído, com uma rotunda (grande sala circular com um teto abobadado) na extremidade traseira, onde os navios ancorados descarregavam suas mercadorias. Em 1971, um mercado começou a operar no Edifício da Alfândega, e treze anos depois, ele pegou fogo, queimando tudo e logo depois passou por uma reforma. Hoje, existem 200 stands com uma enorme variedade de Artes e ofícios feitos na Bahia, bem como de outros estados na Região Nordeste do Brasil, dois restaurantes e diversos bares que servem petiscos e bebidas típicas (como licor, quentão, etc.).
- Elevador Lacerda: Inaugurado em 1873, este elevador foi planejado e construído pelo empresário Antônio Francisco de Lacerda, as quatro cabines do Elevador conectam os 72 metros de altura entre a Praça Tomé de Sousa na Cidade Alta à Praça Cairu, na Cidade Baixa. Em cada percurso, tem a duração de 22 segundos e o elevador transporta 128 pessoas, 24 horas por dia.

### Literatura

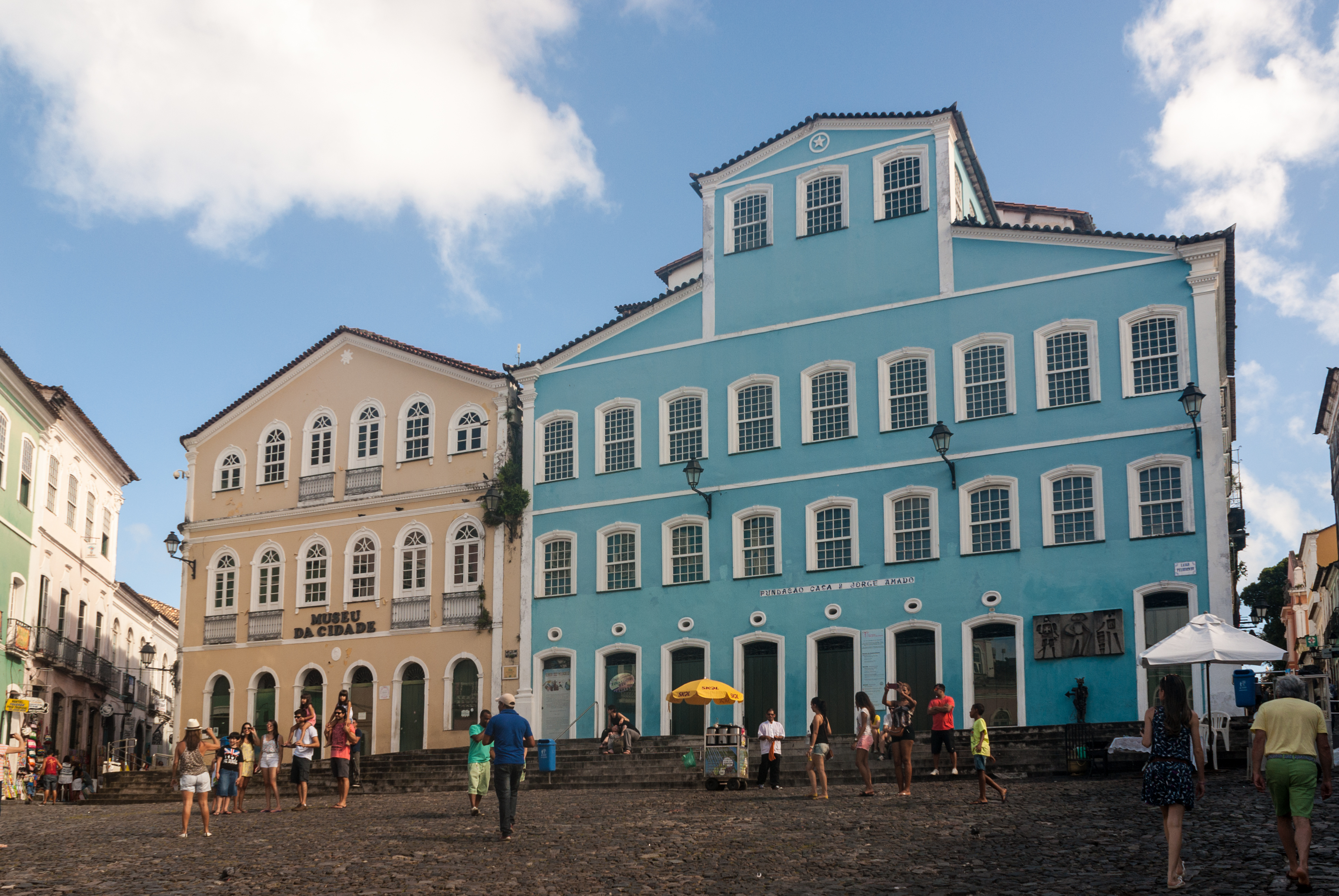
Museu da Cidade e Casa de Jorge Amado

Gregório de Matos, nascido em Salvador em 1636, foi educado pelos jesuítas e tornou-se o mais importante poeta barroco no Brasil colonial por suas obras religiosas e satíricas. O padre Antônio Vieira nasceu em Lisboa em 1608, mas foi criado e educado no Colégio Jesuíta de Salvador e morreu na cidade em 1697. Seus sermões eruditos lhe renderam o título de melhor escritor do idioma português no estilo barroco.
Após a Independência do Brasil (1822), Salvador continuou a desempenhar um papel importante na literatura brasileira. Significativos escritores do século XIX associados da cidade incluem o poeta romântico Castro Alves (1847-1871), conhecido por sua luta contra a escravidão, e o diplomata Ruy Barbosa (1849-1923).
No século XX, o baiano Jorge Amado (1912-2001), embora não nascido em Salvador, viveu parte de sua vida na cidade e ajudou a popularizar a cultura local ao redor do mundo em romances como Jubiabá, Dona Flor e Seus Dois Maridos e Tenda dos Milagres.

### Eventos e feriados

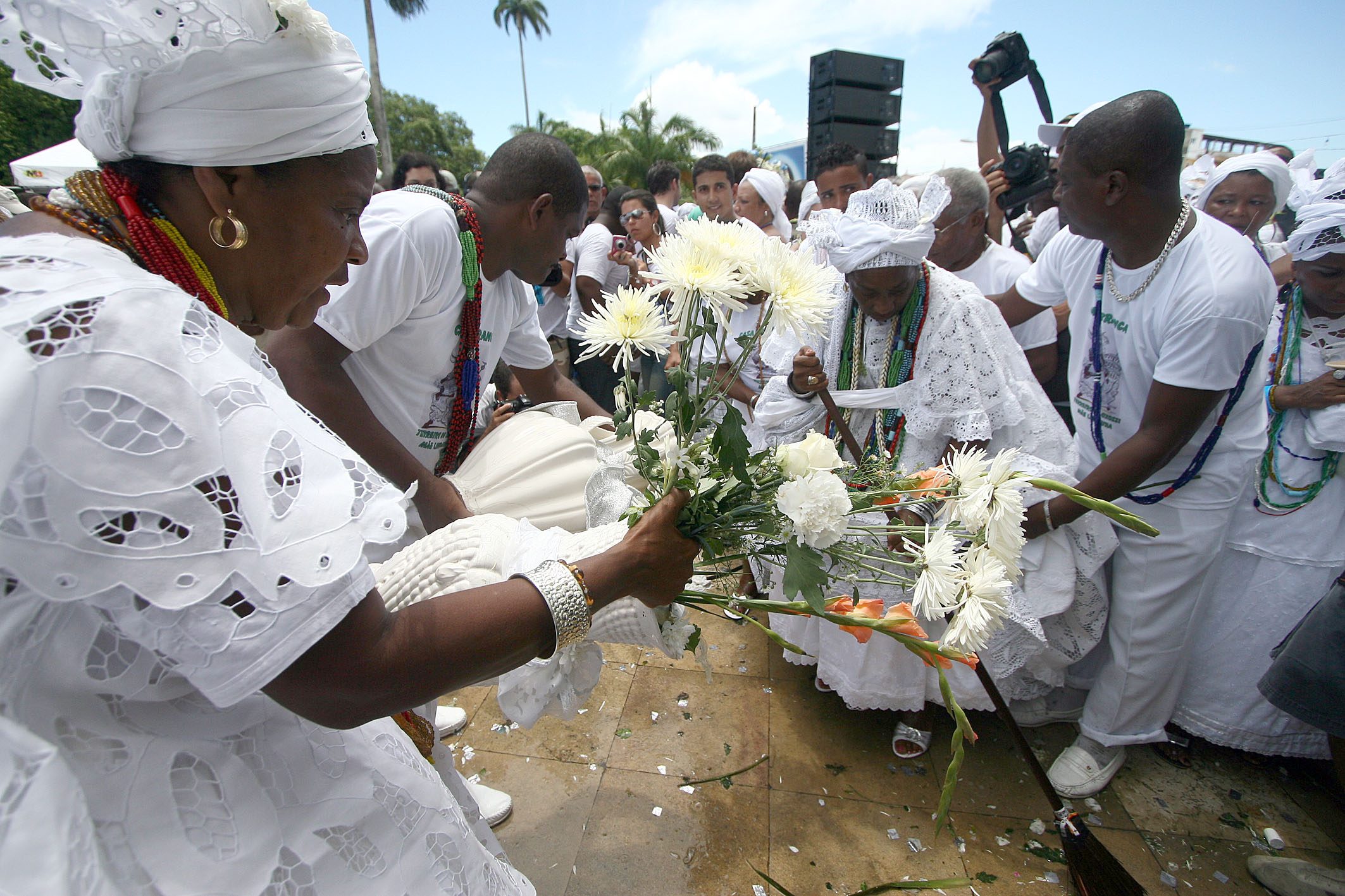
Festa do Bonfim de 2010

Dois eventos na cidade foram declarados feriados municipais a partir da lei n.º 1 997, de 21 de junho de 1967, quais sejam: São João (em 24 de junho) e Nossa Senhora da Conceição (em 8 de dezembro). Essa mesma lei também considera as datas de Corpus Christi e da Sexta-feira Santa, porém tais comemorações já são feriados nacionais.
A procissão do Senhor Bom Jesus dos Navegantes acontece em 1° de janeiro. Várias embarcações de todos os tipos velejam na Baía de Todos os Santos carregando a imagem do Bom Jesus da igreja da Conceição da Praia para a capela da Boa Viagem, num lindo desfile de fé. De 3 a 6 de janeiro tem Reis, a Festa da Lapinha. Na segunda quinta-feira do mês de janeiro se faz a Lavagem do Bonfim. Uma enorme procissão, em que os participantes vestem trajes brancos, em homenagem a Oxalá. A multidão parte da igreja da Conceição da Praia em direção à Igreja do Bonfim, no alto da Colina Sagrada, no bairro de mesmo nome. A cada ano aproximadamente 800 mil pessoas participam da grandiosidade desse evento religioso. Ao chegarem ao final do cortejo, baianas com suas roupas típicas despejam os vasos com água de cheiro no adro da Igreja do Bonfim e sobre as cabeças dos fiéis. É uma festa católica, misturada com Candomblé, que tem se tornado cada vez mais profana que religiosa. Ao final da lavagem da escadaria da igreja, começa a parte mais popular da festa, com muita cerveja, pagode, reggae e comidas servidas em barracas que se espalham por quase todo o bairro do Bonfim. Durante a realização dessa festa, a Cidade Baixa fica praticamente interditada para o tráfego de veículos pelas ruas e avenidas por onde o cortejo se desloca. Apesar de não ser feriado na cidade, os estabelecimentos comerciais que ficam ao longo do percurso fecham as portas em respeito à realização da festa e por pura falta de condições de funcionarem enquanto milhares de pessoas se divertem pelas ruas.[carece de fontes?]
No dia 2 de fevereiro, os adeptos do candomblé homenageiam a rainha do mar, Iemanjá simbolizada numa sereia. A festa acontece no Rio Vermelho, quando centenas de pessoas ligadas direta ou indiretamente ao Candomblé "entregam" presentes à Rainha do Mar, depositando perfumes, flores e outras oferendas em barcos que transportam os presentes ao alto mar. Algumas pessoas simplesmente jogam os presentes ao mar.  É uma grande e poderosa manifestação de fé na força da Mãe d’Água, que tem desdobramento profano nas barracas padronizadas, onde a crença é transformada em samba, festa que se prolonga até altas horas da noite, regada principalmente a cerveja.
Entre fevereiro e março, ocorre o Carnaval. Durante sete dias, da quarta-feira até a manhã da quarta-feira de Cinzas, acontece a maior festa do mundo em participação popular, que toma toda a cidade de foliões, vestidos nos abadás e becas ou com fantasias, rumo aos diversos circuitos do carnaval. Os foliões chamados de "pipocas" são aqueles que não têm condições de pagar por uma fantasia, os abadás, e sair dentro de um bloco e acabam pulando o tempo todo fora das cordas que circundam os trios elétricos. Existe o circuito central, do Campo Grande à Praça Castro Alves; outro, na orla, sentido Barra-Ondina; e o mais tradicional, do Pelourinho à rua Chile, no Centro Histórico. Neste circuito, o forte é a música das bandinhas de sopro e percussão, os afoxé, blocos afros e os fantasiados e, nos demais, desfilam os grandes blocos, com os possantes trios elétricos, uma criação dos baianos Dodô e Osmar que virou mania em todo o Brasil.[carece de fontes?]
Na segunda quinzena de junho, ocorre a também bastante aguardada São João, que na capital tem o nome de "Arraiá da Capitá", que reúne cantores de várias parte do Brasil e do estado da Bahia, barracas com comidas e bebidas típicas.[carece de fontes?] Há uma grande comemoração do evento no Parque de Exposições. A festa também é comemorada em algumas escolas da cidade, que realizam brincadeiras, jogos e danças típicas da festa.
O 2 de julho é a data magna baiana, quando ocorre em Salvador e cidades do Recôncavo a festa pela independência da Bahia, que tem o Caboclo e Cabocla como ícones da participação popular na defesa do que viria a ser a nação brasileira contra o domínio português. O desfile do 2 de julho aconteceu pela primeira vez em 1824, realizado para comemorar o fim da guerra, além de servir como protesto das classes mais baixas, que reclamavam de suas condições, já que não haviam mudado mesmo depois da independência.[carece de fontes?]
Em 27 de setembro, é comemorado o dia de São Cosme e São Damião, em que devotos fazem caruru e distribuem bala para as crianças. Esta festa, porém, se restringe basicamente ao Mercado de Santa Bárbara, na Baixa dos Sapateiros, região do Centro Histórico de Salvador. Muitos adeptos do Candomblé, entretanto, fazem festas particulares em suas residências, distribuindo o tradicional caruru e balas.[carece de fontes?]
De 29 de novembro a 8 de dezembro, se comemora o dia da Nossa Senhora da Conceição. O ponto culminantes da festa de Nossa Senhora da Conceição da Praia é em frente à igreja de mesmo nome, nas imediações do Elevador Lacerda. Ali são armadas barracas onde são servidas comidas e bebidas, ao som de reggaes, pagodes e sambas os mais diversos.[carece de fontes?]

### Esportes
O esporte mais popular na cidade é o futebol. Os principais clubes da cidade são o Esporte Clube Bahia (detentor de dois títulos nacionais, o Campeonato Brasileiro de Futebol de 1959 e o Campeonato Brasileiro de Futebol de 1988, quatro títulos regionais, 50 títulos estaduais e da maior torcida do Estado e da Região Nordeste) e o Esporte Clube Vitória (que possui um Campeonato Brasileiro - Série B, 30 títulos estaduais, quatro títulos regionais, além de campanhas de destaque sendo vice-campeão do Campeonato Brasileiro de Futebol de 1993 e da Copa do Brasil de 2010). Atualmente,  Esporte Clube Bahia e Esporte Clube Vitória disputam a Série A do Campeonato Brasileiro.
Como praças esportivas do futebol, o grande palco sempre foi o Estádio Octávio Mangabeira, estádio do governo estadual no qual o Bahia mandava seus jogos, que foi reconstruído, e agora conta com o nome de Itaipava Arena Fonte Nova. O segundo mais importante estádio da cidade é o Estádio Manoel Barradas, mais conhecido como Barradão, que é o estádio do Vitória. Há também o Estádio de Pituaçu, de propriedade do governo estadual no qual o Bahia manda ocasionalmente seus jogos, e também há estádios de menor destaque atual (porém muito famosos no passado), como o Parque Santiago.

### Prefeitura
- Página Oficial
- Twitter
- Facebook
- Youtube
- Instagram

### Câmara
- Página Oficial
- Twitter
- Facebook
- Instagram

### Outras
- A fundação de Salvador, na Baía de Todos os Santos, Os Dias da História - A Conferência de Berlim Fundação da cidade de Salvador, no Brasil, por Paulo Sousa Pinto, Antena 2, Portugal, 2017

| Imagem: Centro Histórico de Salvador | A cidade de Salvador inclui o sítio "Centro Histórico de Salvador", Património Mundial da UNESCO. |  |